# Ancien Empire

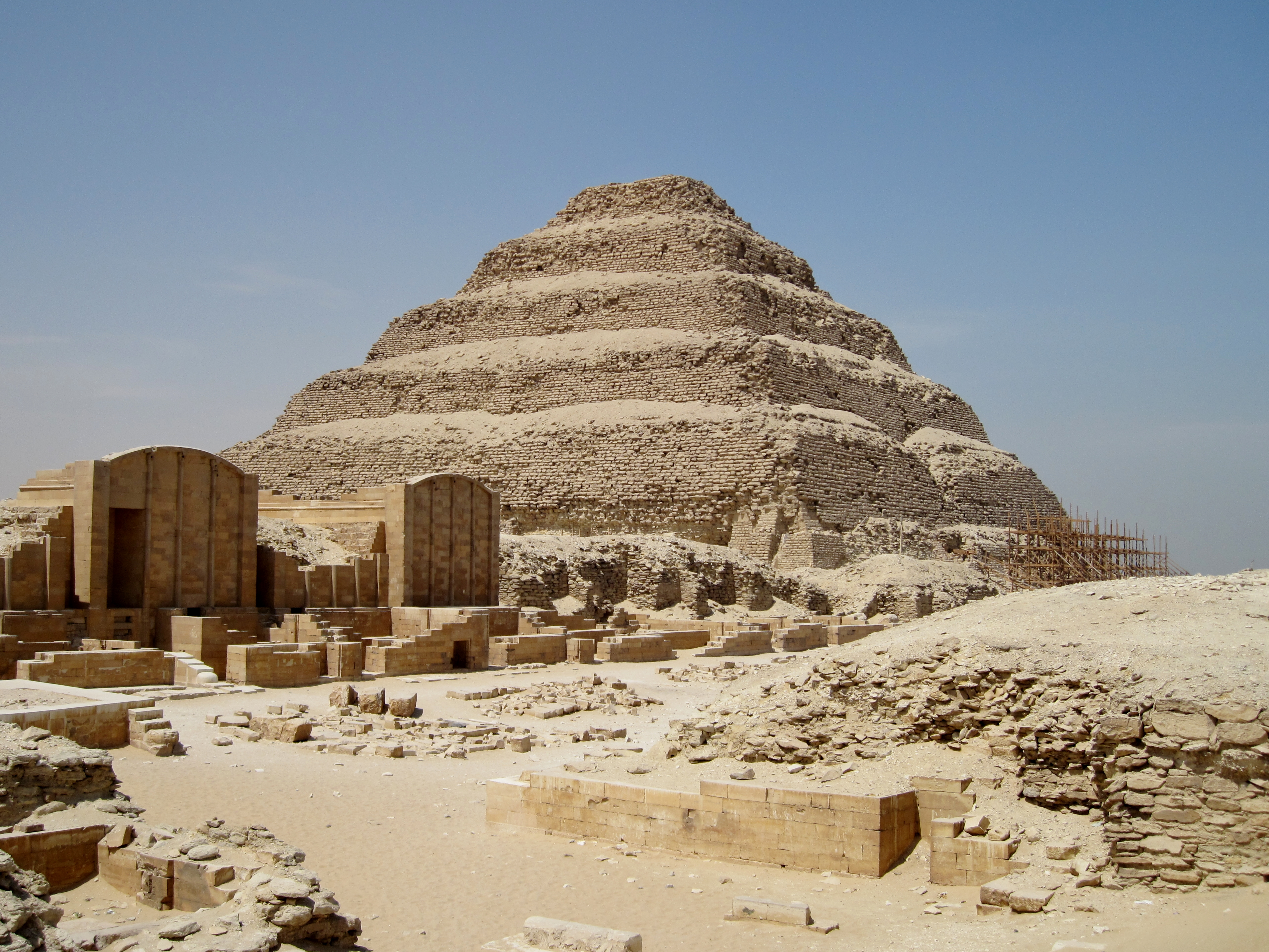
Ruines du complexe funéraire du roi Djéser à Saqqarah, dominées par sa pyramide à degrés,

~ 2700 – ~ 2200 av. J.-C.
Entités précédentes :
- Période thinite

Entités suivantes :
- Première Période intermédiaire

L'Ancien Empire égyptien est une période de l'histoire de l’Égypte antique qui couvre une large partie du troisième millénaire (d'environ 2700 à 2200) avant notre ère. Succédant à la période thinite, qui a vu l'apparition de l’État égyptien, elle comprend les IIIe, IVe, Ve et VIe dynasties, puis s'achève par une période de fragmentation politique, la Première Période intermédiaire.
Dès l'Antiquité, cette période était considérée par les Égyptiens eux-mêmes comme l'âge d'or de leur civilisation. Il s'agit en effet de la plus longue période de stabilité politique que l'Égypte ancienne ait connue, durant laquelle aucune menace extérieure n'est venue perturber l'ordre intérieur. La centralisation de l'État, amorcée sous les dynasties thinites, et la prospérité qui en a progressivement découlé, favorisent des développements artistiques et architecturaux considérables, perceptibles surtout dans les sites entourant la capitale de l'époque, Memphis. Ainsi sont posés les grands thèmes de la littérature classique égyptienne, les canons artistiques en matière de peinture et de sculpture, mais aussi le perfectionnement du système administratif qui perdurera sur près de trois millénaires.
Mais cette période est surtout connue pour l'apparition et l'apogée des grandes pyramides dans la région de Memphis : tout d'abord la pyramide à degrés de Saqqarah, bâtie sous le règne du roi Djéser, puis plus tard les trois pyramides monumentales élevées sur le plateau de Gizeh, celles de Khéops, de Khéphren et de Mykérinos. Ces constructions expriment la puissance des souverains de cette période et leur rôle central dans la société, qui reste inégalés dans l'histoire de l’Égypte antique. Elles reflètent aussi le perfectionnement de l'appareil administratif et sa capacité à mobiliser les ressources matérielles et humaines, ou encore les progrès considérables accomplis dans l'architecture et l'art. Elles reflètent également le rôle central que jouent les croyances et les pratiques funéraires dans l'univers social de cette période.

## Sources
Les sources utilisées pour reconstruire l'histoire et la civilisation de l'Ancien Empire sont relativement variées. Elles concernent surtout l'architecture et l'art, qui ont fait l'objet de nombreuses fouilles et descriptions. La documentation la plus impressionnante et la plus évocatrice repose avant tout sur ce qui a été découvert dans les complexes funéraires de la région de Memphis, dominés par les grandes pyramides. En plus de ces dernières, les tombes en pierre construites pour les notables (les mastabas) et les temples funéraires royaux sont les types de monuments les plus courants. Dans les provinces, des tombes et d'autres édifices ont également été exhumés, mais en moindre quantité et d'une qualité inférieure. Les monuments et les œuvres d'art (surtout les statues et les bas-reliefs) nous renseignent non seulement sur les pratiques architecturales, artistiques et techniques de l'époque, mais aussi sur les croyances religieuses et les structures sociales de l’Égypte de l'Ancien Empire, constituant une documentation essentielle pour connaître les différents aspects de cette civilisation. Les sources textuelles, peu nombreuses pour une période aussi longue et reculée dans le temps, concernent les pratiques funéraires de la période, et plus largement les intérêts de l’État et des élites. Il s'agit surtout de textes de nature administrative, comme les papyrus d'Abousir, de textes juridiques émis par le roi ou dans une moindre mesure pour le compte d'activités privées, de textes biographiques écrits dans les tombes de dignitaires, quelques lettres, de « graffitis » retrouvés sur divers sites, en particulier dans les régions marginales mises en valeur alors, ou encore de textes religieux comme les Textes des pyramides, ou encore de textes historiographiques, la pierre de Palerme et les annales de la VIe dynastie, qui présentent les faits notables ayant eu lieu sous les règnes de différents rois de la période mais dont des fragments manquent. Pour mieux reconstituer la chronologie de la période, il faut donc s'appuyer sur des sources plus tardives, qui restent indispensables en dépit de leurs approximations et erreurs : le Canon royal de Turin et la liste d'Abydos, qui datent du Nouvel Empire, et les écrits de Manéthon, prêtre du IIIe siècle avant notre ère,.

## Évolution historique
Les sources disponibles sur l'Ancien Empire ne permettent pas de reconstruire une histoire événementielle constituée d'événements politiques ou militaires. La chronologie de la période est très mal connue, les sources ne permettant pas de savoir la durée de règne des souverains, et l'ordre successoral de la IIIe dynastie est même incertain. Assigner des dates assurées aux règnes des souverains est une entreprise très délicate, et même la datation absolue précise des dynasties n'est pas envisageable ; les dates données ici ne sont donc que vaguement indicatives. Pour reconstituer les grandes lignes de l'histoire de la période, les sources tardives comme le Canon royal de Turin ou Manéthon restent incontournables malgré leurs erreurs. Les textes et les monuments permettent au moins de reconstituer les grandes lignes de l'évolution de l'administration et de la monumentalité, qui traduisent l'importance de la centralisation autour de la figure du pharaon, déjà en place à la période thinite, et qui ne s'affaiblit que sous les derniers règnes de la VIe dynastie et les débuts de la Première Période intermédiaire.

### LaIIIedynastie (env. 2700-2600 av. notre ère)

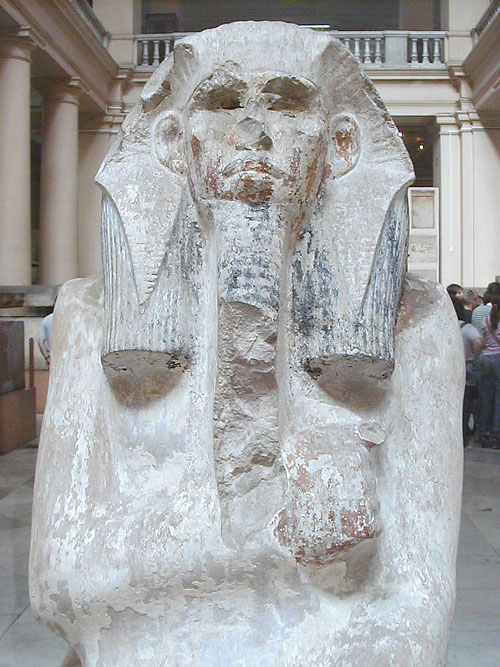
Détail de la statue de Djéser retrouvée à Saqqarah, Musée égyptien du Caire.

La IIIe dynastie assure la transition entre la période thinite marquée par l'élaboration du premier État égyptien sous les Ire et IIe dynasties, connues par les nécropoles d'Abydos. Elle est couramment rangée parmi les dynasties qui constituent l'Ancien Empire, car elle inaugure la tradition de la construction des pyramides, qui sont l'élément majeur de cette période. Mais certains préfèrent la placer dans la continuité des deux premières dynasties, avec lesquelles elle présente de nombreuses affinités dans son organisation politique et ses aspects culturels. Il semble que la transition entre la IIe et la IIIe dynastie ne corresponde pas à une rupture familiale : Djéser, premier roi de la IIIe dynastie, est probablement le fils de Khâsekhemoui, dernier roi de la précédente.
L'ordre de succession des rois de la IIIe dynastie n'est pas établi avec certitude. L'habitude des souverains de porter deux noms différents, le nom d'Horus et le nom de Nesout-bity (nom de couronnement), complique les choses. On connaît cinq noms d'Horus de rois de la période, qui n'ont pas tous trouvé de noms de couronnement correspondants. Le premier roi de la dynastie est Djéser, et son nom d'Horus est Netjekhiret. L'ordre des trois souverains qui lui succèdent n'est pas assuré : leurs noms d'Horus sont Sekhemkhet, Khaba, et Sanakht (qui correspond sans doute au nom de cartouche Nebka). Le dernier souverain semble avoir pour nom de cartouche Houni et pour nom d'Horus Qahedjet. Cette dynastie aurait duré entre cinquante et soixante-quinze ans,.
La IIIe dynastie est dominée par la figure de son fondateur, le roi Djéser, auteur de la construction du vaste complexe funéraire de Saqqarah, qui comprend la première pyramide à degrés. Cela reflète un progrès dans la maîtrise des techniques de construction et des moyens matériels et humains mobilisables par le pouvoir royal. Les œuvres d'art de son règne marquent également un saut qualitatif par rapport à la période précédente. Ce roi est associé à un personnage qui aurait été son architecte et son conseiller, le sage Imhotep. Mais ces personnages historiques se sont largement effacés derrière l'image mythique qu'en a donnée la tradition égyptienne postérieure. Sekhemkhet et Khaba ont également laissé des pyramides à degrés inachevées. La IIIe dynastie voit le pouvoir de l’État se renforcer, notamment en se centralisant autour de la nouvelle capitale, Memphis. Les vastes tombes provinciales de la période précédente disparaissent et la nécropole royale accueille les tombes des hauts dignitaires. De petites pyramides sont érigées en plusieurs points du royaume, vers la fin de la dynastie, sans doute pour marquer l'emprise du pouvoir central sur les provinces. Celles-ci sont dirigées par des gouverneurs, qui résident la plupart du temps à Memphis et ne s'y déplacent que si le besoin s'en fait sentir. Cette période semble marquée par une volonté de mise en valeur de nouvelles terres, notamment dans le delta du Nil. Pour les besoins de leurs grandes constructions, les rois de cette dynastie lancent des expéditions pour exploiter des carrières dans des espaces situés aux frontières de leur royaume, comme le Ouadi Maghara dans l'ouest du Sinaï,,.

### LaIVedynastie (env. 2600-2500 av. notre ère)

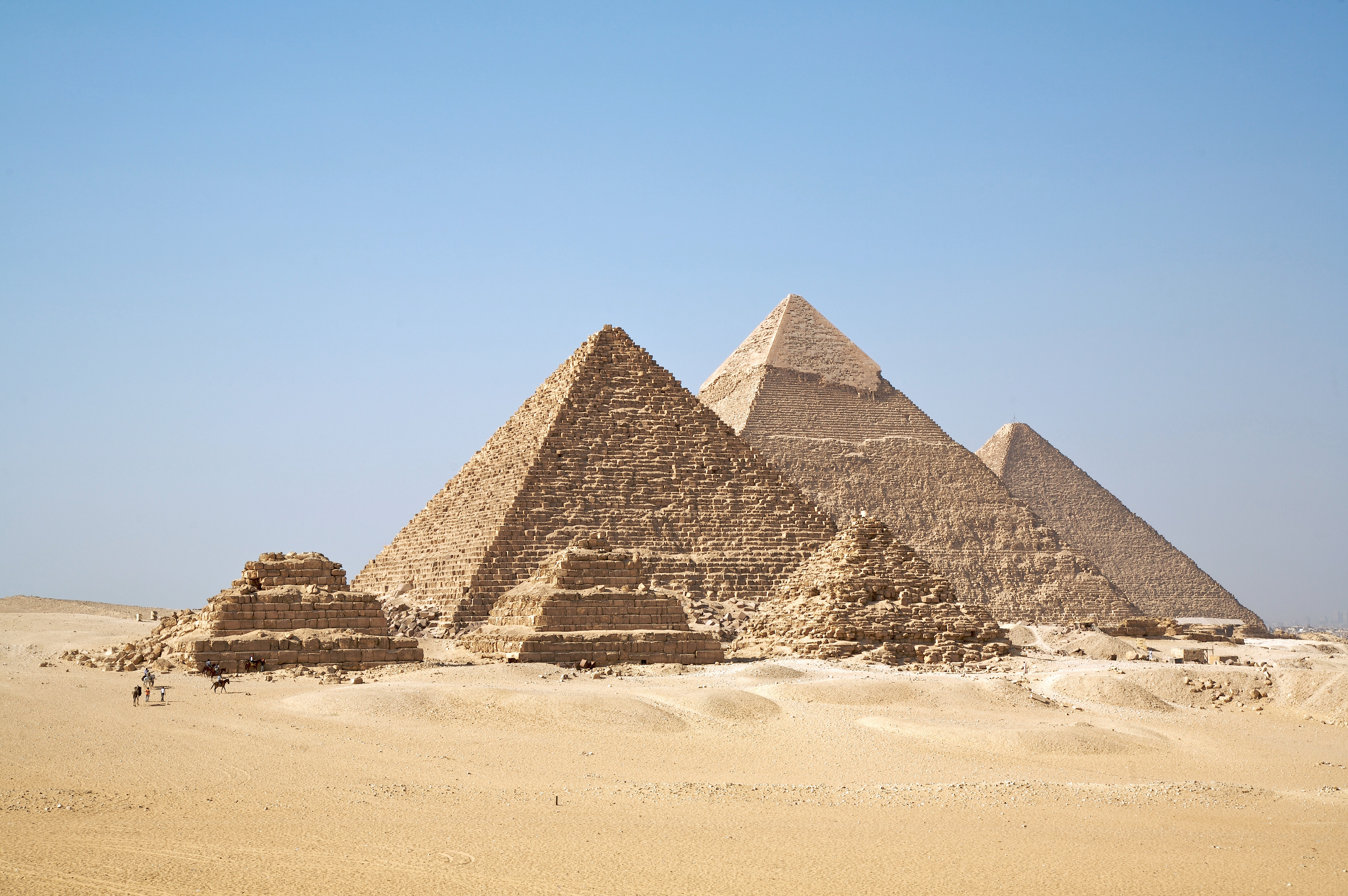
Les trois grandes pyramides du plateau de Gizeh, érigées sous la.

La IVe dynastie est fondée par Snéfrou, qui est peut-être le fils de Houni. Elle aurait duré environ un siècle, et vu se succéder au moins sept rois, dont quatre longs règnes (entre dix-huit et trente ans) : ceux de Snéfrou, Khéops, Khéphren et Mykérinos.
Cette dynastie est passée à la postérité à la suite de l'érection des plus grandes pyramides construites en Égypte. Son fondateur, Snéfrou, passé à la postérité comme l'archétype du roi juste, aurait entrepris des expéditions lointaines (Nubie, Liban), érigé des forteresses pour défendre le pays ; on sait au moins qu'il a construit successivement trois vastes pyramides (à Meïdoum et Dahchour), marquant la transition entre les pyramides à degrés et les pyramides à faces lisses. Son successeur Khéops (Khoufou) choisit le plateau de Gizeh pour y ériger sa pyramide, qui est la plus haute qu'ait faite construire un roi égyptien. L'ampleur de cet édifice a laissé de lui l'image d'un souverain mégalomane et tyrannique auprès des auteurs tardifs, à l'inverse de son père, mais il était encore vénéré à la Basse époque. Il est suivi par deux de ses fils, le mal connu Djédefrê (ou Rêdjédef), et Khépren (Khafrê). Celui-ci commandite l'érection d'une vaste pyramide aux côtés de celle de son père. Le roi suivant, Baka (ou Bikarê), est mal documenté. On connaît mieux son successeur Mykérinos (Menkaourê), le bâtisseur de la troisième pyramide de Gizeh. Le dernier roi de la dynastie est Chepseskaf, à qui a peut-être succédé un certain Tamphthis (Djédefptah) évoqué par le Canon de Turin mais inconnu par ailleurs,.
La réalisation de ces grands programmes de construction a manifestement reposé sur une administration plus complexe et plus efficace que sous la dynastie précédente. L'administration centrale est de plus en plus organisée, notamment avec la montée en puissance du bureau des travaux, qui prend en charge les constructions monumentales. Il faut alors mobiliser une main d’œuvre importante, la loger près des chantiers, mettre en œuvre les constructions d'édifices vastes et techniquement complexes, assurer l'exploitation de carrières qui peuvent être situées hors de l'espace administré directement (Hatnoub, Fayoum, Ouadi Hammamat, Sinaï) et acheminer les matières premières vers la région de Memphis. Le pouvoir est concentré autour du pharaon dont le caractère divin est alors plus affirmé que jamais dans ses projets « pharaoniques ». Les princes occupent les postes parmi les plus haut placés de l'administration. L'administration provinciale est également de plus en plus structurée, avec le développement du réseau des nomes,.

### LaVedynastie (env. 2500-2350 av. notre ère)
La Ve dynastie débute avec Ouserkaf, qui est peut-être un fils de Mykérinos ou de Chepseskaf. Les conditions de son accession au trône sont obscures. Cette dynastie comprend neuf souverains et a duré environ cent-trente à cent-cinquante ans.
Ouserkaf est le premier roi à ériger un temple solaire à Abousir. Il pose ainsi l'un des traits marquants de sa dynastie : l'importance du dieu solaire Rê. Lui succèdent son fils Sahourê puis son petit-fils Néferirkarê. Viennent ensuite deux rois qui semblent être les fils de ce dernier, Néferefrê et Niouserrê, qui semble avoir eu un règne relativement long (peut-être une trentaine d'années). Puis vient après lui Menkaouhor, un souverain mal connu. Les deux derniers rois de la dynastie ont eu des règnes plus longs et bien mieux documentés : l'époque de Djedkarê a livré une importante documentation iconographique et administrative (papyrus d'Abousir), tandis que celle d'Ounas voit la première rédaction des Textes des pyramides. Ces derniers rois érigent leurs pyramides à Saqqarah. Il y a aussi Chepseskarê, dont on ne sait rien et que l'on place traditionnellement entre Neferirkarê et Néferefrê, mais on ne sait pas exactement à qui il a succédé et qui lui a succédé.
Plusieurs tendances importantes s'affirment durant cette dynastie. La figure du dieu-soleil Rê, qui est aussi une divinité créatrice, est particulièrement mise en avant, en lien avec le culte funéraire du roi qui prend un aspect solaire. Les pyramides des rois sont plus petites, mais les temples solaires deviennent des monuments majeurs, dotés de grands domaines pourvoyant à leur fonctionnement. Le nom de « fils de Rê » se répand également à cette période. À la fin de la dynastie, la figure du dieu Osiris s'affirme à travers les Textes des pyramides (où Rê reste cependant important), et la construction des temples solaires est abandonnée. Du point de vue du fonctionnement de l'administration, la Ve dynastie voit plusieurs évolutions importantes. Le personnel de la haute administration se recrute de plus en plus en dehors de la famille royale, permettant ainsi l'ascension sociale de nouveaux lignages parvenant à occuper les postes les plus importants de l'administration. Les détenteurs des charges du palais (chanceliers, magiciens-guérisseurs, perruquiers, etc.), servant directement le roi, prennent une place plus grande et exercent des charges administratives plus importantes pour l’État. Le roi devient le point de convergence de cette nouvelle élite, tandis que la position des princes semble s'effacer. Les hauts dignitaires, concentrant davantage de richesses grâce aux largesses royales, se font ériger des tombeaux fastueux, qui ne sont plus aux côtés de ceux des rois. Dans les provinces, l'administration devient également plus professionnalisée, les nomarques prenant l'habitude de résider en permanence et de se faire enterrer dans le nome dont ils ont la charge, et qui à leur mort passe sous l'autorité de leur héritier, amorçant la constitution d'une aristocratie provinciale. Les rois de la Ve dynastie lancent également de nombreuses expéditions, dans des espaces marginaux comme auparavant (désert oriental, Sinaï), et de plus en plus au-delà des frontières de leur royaume, vers la Nubie, le pays de Pount, Byblos, ou les îles de la mer Égée.

### LaVIedynastie (env. 2350-2200 av. notre ère)

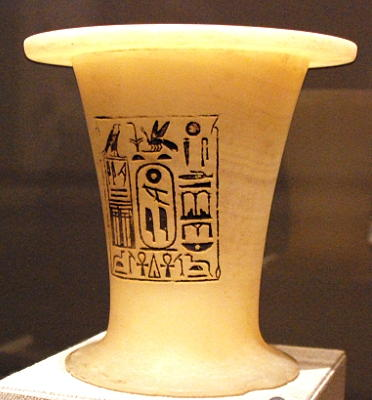
Vase en albâtre au nom de Pépi Ier, commémorant peut-être sa fête-sed, Walters Art Museum de Baltimore

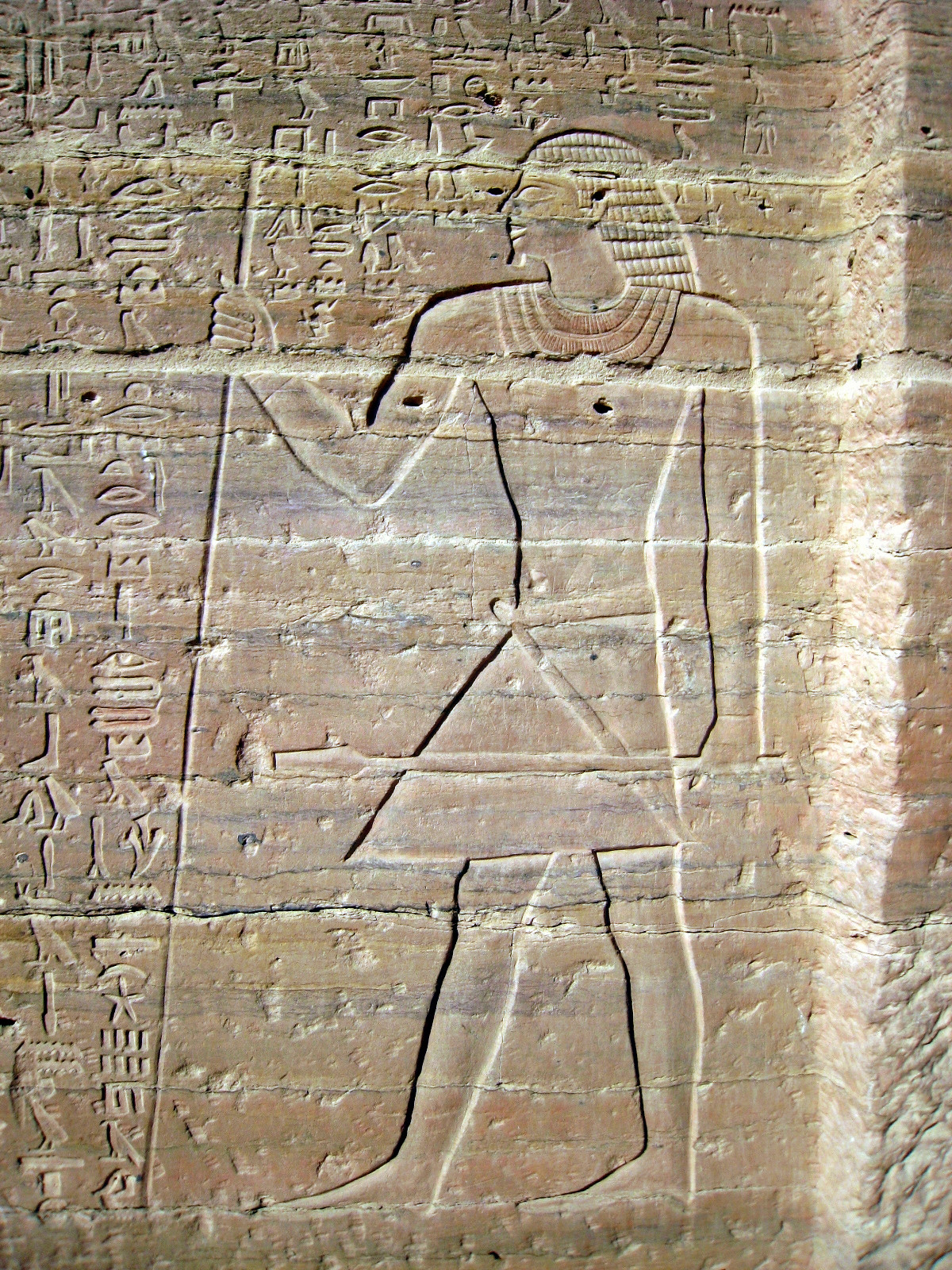
Relief représentant Hirkhouf, nomarque d'Éléphantine sous Mérenrê et Pépi II, à l'entrée de sa tombe à Qubbet el-Hawa, Assouan.

La VIe dynastie, qui aurait duré autour de cent-cinquante ans, a pour premier souverain le roi Téti. Son origine précise est inconnue, mais il s'appuie sur des administrateurs déjà présents sous les règnes de ses prédécesseurs et épouse deux filles d'Ounas. Selon Manéthon, son règne se serait terminé par son assassinat. Lui aurait ensuite succédé Ouserkarê, un personnage très mal connu et qui n'aurait régné que deux ou quatre ans. Puis Pépi Ier, fils de Téti, aurait été au pouvoir une quarantaine d'années ou plus, étant sans doute monté sur le trône très jeune. Il épouse deux filles du nomarque d'Abydos, ce qui illustre la tendance au renforcement de l'aristocratie provinciale, peut-être en réaction à des intrigues de cour. Car des inscriptions et images des tombes de dignitaires du temps d'Ounas et de Téti ont été martelées, ce qui semble refléter une période troublée. Les provinces restent cependant sous le contrôle du pouvoir royal, qui participe à leur mise en valeur. Cela se reflète dans le développement des temples provinciaux, qui bénéficient d'exemptions royales (Abydos, Coptos), l'accroissement du nombre de charges de fonctionnaires provinciaux, dont certains supervisent plusieurs groupes de nomes en Haute-Égypte, et le développement des nécropoles provinciales autour des tombes des nomarques. Ceux-ci abandonnent définitivement les nécropoles de la région de Memphis, affirmant ainsi une tendance à la décentralisation du pouvoir, initiée à la période précédente. L'administration centrale ne perd cependant pas le contrôle du pays, les souverains intégrant des personnes venues de provinces aux plus hauts échelons, comme l'illustre par exemple la brillante carrière d'Ouni, venu d'Abydos et conduisant des expéditions en Nubie, et aussi en Palestine,,.
Mérenrê Ier succède à son père Pépi pour moins d'une décennie. Le trône revient ensuite à Pépi II, qui aurait régné au moins quatre-vingt-dix ans selon les traditions postérieures, un nombre qu'il faudrait plutôt ramener à celui de soixante-cinq ans. Ces règnes voient de nombreuses expéditions être menées hors d’Égypte, dans la continuité des règnes précédents, comme celles conduites par Hirkhouf en Nubie et dans le désert occidental,. À la mort de Pépi II, le pouvoir royal semble s'être particulièrement affaibli, même si on n'en connaît pas exactement les raisons. Son fils Mérenrê II lui succède, mais on ne sait rien de lui. Selon certaines traditions postérieures, le trône serait revenu quelque temps à une reine nommée Nitocris (Neitiqerty ?), dont la réalité historique est douteuse,.

### La fin de l'Ancien Empire
La tradition historiographique mentionne l'existence d'une VIIIe dynastie, qui aurait régné à Memphis après la mort de Pépi II, et qui est très mal connue. Elle aurait duré une cinquantaine d'années et vu se succéder les règnes éphémères de quelques rois, peut-être huit. La « Première Période intermédiaire » qui débute alors est en tout cas considérée comme obscure, marquée par des troubles, une fragmentation du territoire et une instabilité chronique. Le déclin du pouvoir central profite aux élites provinciales, dont la lente ascension suit le renforcement administratif des nomes. Ce sont alors les cadres les plus à même d'organiser la société égyptienne, orpheline des monarques puissants qui l'ont façonnée durant les siècles précédents. Et c'est de ces bases provinciales qu'émergent les pouvoirs qui vont se disputer la domination de la vallée du Nil. Les frontières du pays sont moins bien contrôlées, et les nomarques de la VIe dynastie qui avaient la charge des régions au contact de la Nubie et de la Palestine doivent mener des expéditions face à des groupes hostiles. Les causes de l'affaiblissement du pouvoir royal sont peut-être liées au très long règne de Pépi II, qui aurait facilité l'émergence de rivaux dans les cercles du pouvoir à Memphis.

## Institutions et administration

### Le monarque, personnage d'essence divine

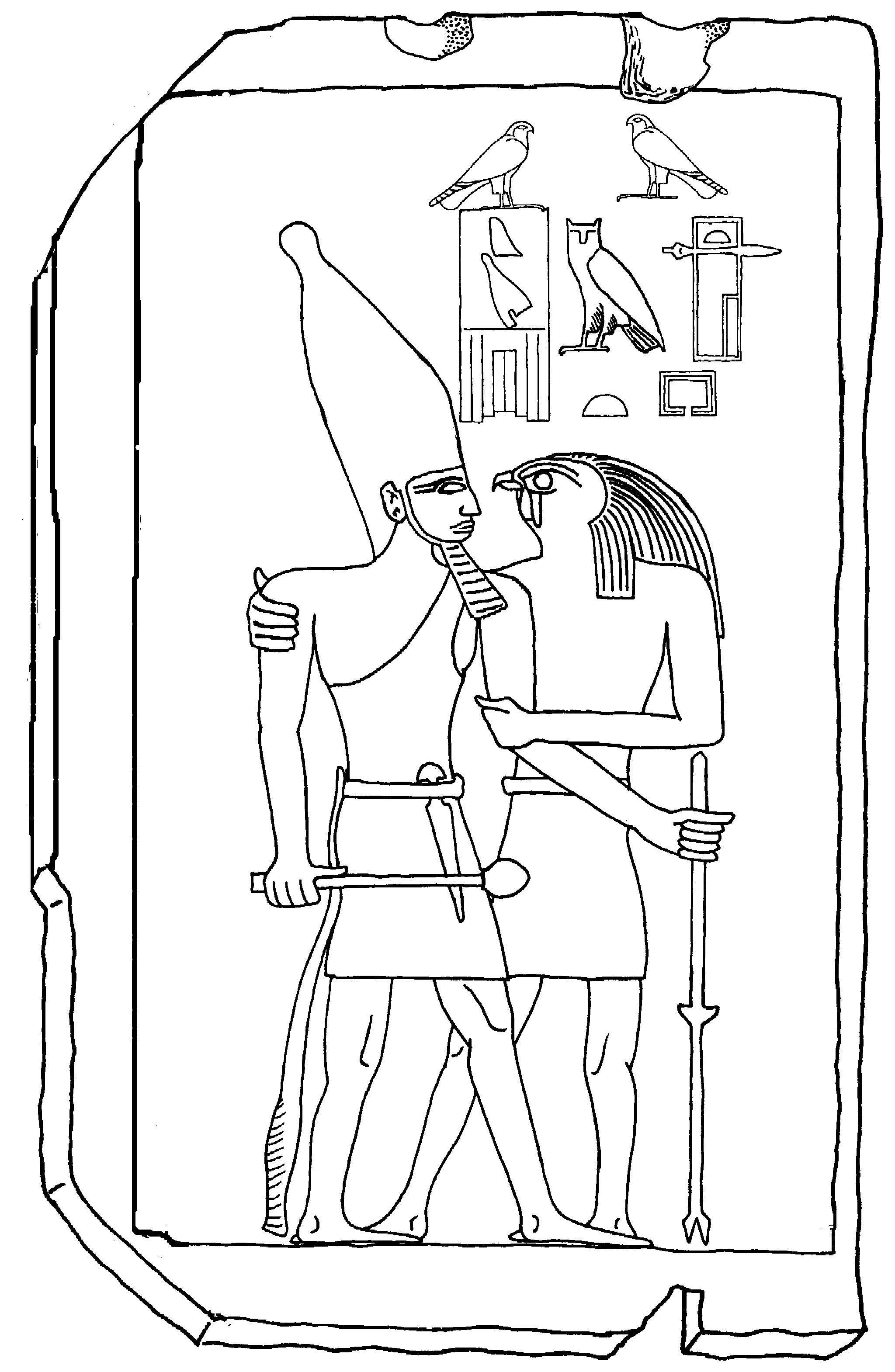
Scène d'embrassade : le dieu Horus protège le roi Qahedjet (sans doute Houni).

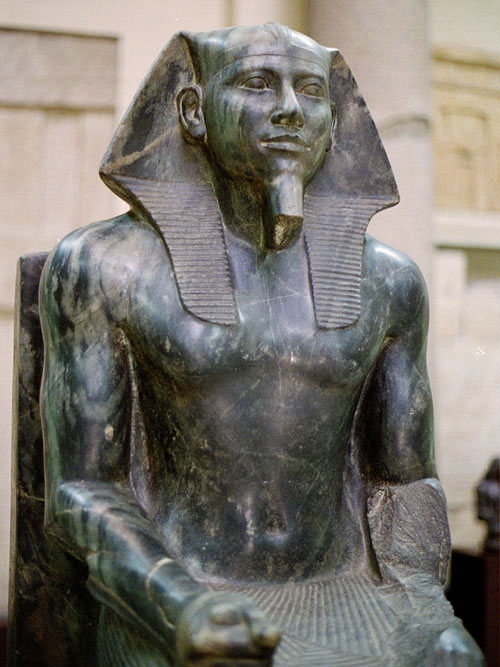
Statue en diorite de Khéphren sur un trône, retrouvée à Gizeh et exposée au Musée égyptien du Caire.

S'il est commun de dire que la société égyptienne culmine dans la figure de son roi, le « pharaon », cela n'a sans doute jamais été aussi vrai que durant l'Ancien Empire. Le souverain est un personnage d'essence divine, dont l'image est de plus en plus glorifiée. Sa titulature, qui se fixe sous les premières dynasties de l'Ancien Empire, reflète son aspect divin : le nom individuel (celui de roi de « Haute et de Basse-Égypte »), laisse de plus en plus de place au « nom d'Horus » (cette divinité étant le patron de la monarchie) développé à la période protodynastique, ainsi qu'au « nom d'Horus d'or », tandis qu'apparaît à partir de la IVe dynastie le nom de « fils de Rê ». Dans les inscriptions, le nom du monarque est protégé par un cartouche qui le sépare du commun des mortels et le met au niveau des dieux. Les rois de l'Ancien Empire sont souvent qualifiés de « dieu » ou « dieu parfait », le lien filial qu'ils entretiennent avec les grandes divinités est mis en avant. Les Textes des pyramides, développés à partir de la Ve dynastie et évoquant la résurrection des rois après leur mort (ce qui est alors un de leurs privilèges que ne partagent pas les autres gens), l'identifient à Horus et à Osiris et décrivent l'ascension du souverain défunt dans le monde divin. Dans les représentations, les scènes d'embrassades présentent un dieu tenant le roi par un bras et une épaule. De nombreuses statues glorifient également sa puissance. Enfin, plus que jamais la puissance du pharaon se ressent dans les monuments funéraires qui lui sont dédiés, les impressionnantes pyramides et les bâtiments les entourant,,. Cela s'accompagne d'un culte funéraire quotidien qui est alimenté par des richesses venant de tout le pays (voir plus bas).
Personnage d'essence divine, vivant sur terre pour diriger les hommes, le pharaon doit défendre l'ordre voulu par les dieux contre le chaos. Cela ressort du motif récurrent dans l'art égyptien du roi portant une massue et s'apprêtant à fracasser le crâne d'ennemis des pays étrangers qui menacent la sécurité du royaume. D'autres scènes de reliefs représentent des visites du pharaon à plusieurs temples, symbolisant son contrôle sur le pays et sa capacité à le garder pour le compte des divinités auxquelles il rend des comptes. Son mandat est renouvelé au cours d'une cérémonie jubilaire, la fête-sed.
Concrètement, les règles de succession de la monarchie de l'Ancien Empire ne sont pas connues. S'il est habituel qu'à un roi défunt succède son fils ou son frère, rien n'indique que cela se fasse dans un ordre avantageant les aînés. Le statut des reines n'est pas clair non plus ; la reine-mère a un rôle élevé, et le souverain, polygame, doit avoir une épouse principale dont les fils sont destinés à monter sur le trône. Le cas des changements de dynasties ne sont pas forcément des ruptures de cette succession familiale : Djéser est ainsi le fils du dernier roi de la IIe dynastie, et les fils de Pépi II semblent exercer le pouvoir après la fin de la VIe dynastie. Pour autant que l'on sache, même au moment des changements dynastiques les rois montant sur le trône font partie de la lignée royale, ce qui est favorisé par le fait que l'endogamie était courante dans ce groupe.

### Le centre du royaume

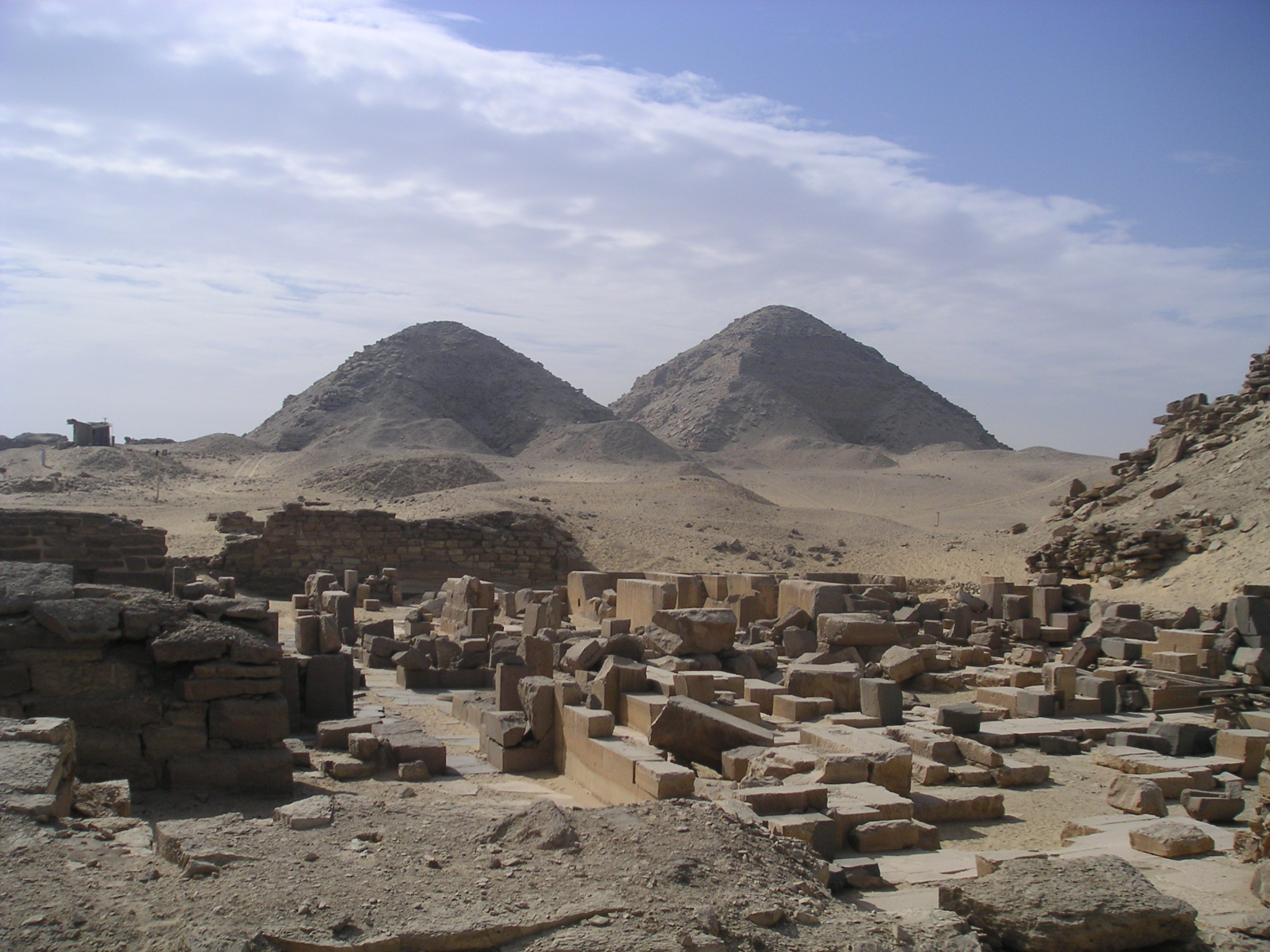
Une des nécropoles de la région de Memphis : Abousir. Au premier plan le temple funéraire de Sahourê et au fond les pyramides de Niouserrê et Néférirkarê.

Depuis la fin de la période thinite, le centre du royaume égyptien est situé dans la région de Memphis, en Basse-Égypte, juste en amont du delta du Nil. C'est dans ses alentours que se placent les principaux complexes monumentaux de la période, liés aux pratiques funéraires royales : Saqqarah (nord et sud), Gizeh, Abousir, Abou Rawash. La localisation des zones d'habitat de la capitale demeure encore hypothétique. Elles devaient s'étendre sur une bande longeant le Nil, sans doute sur la rive gauche, entre le fleuve et le plateau où sont érigées les nécropoles,.
L'institution majeure de l'administration centrale est la « résidence » (khenou), qui regroupe les bureaux des principaux dignitaires. Son organisation se perfectionne au cours de l'Ancien Empire. Elle est divisée en plusieurs services : avant tout le trésor, les travaux publics et les greniers (pour les activités agricoles), mais aussi la justice et les archives royales. Un « vizir » (souvent nommé « directeur des six grandes cours », expression recouvrant les services centraux) est chargé du contrôle de cette haute administration. Son rôle précis est mal connu, et il semble que dans certains cas cette charge ait été détenue par plusieurs personnes. Le roi nomme les détenteurs des charges principales. L'autre institution centrale importante est la « grande maison » (per-aâ), le palais royal et sa propre administration, dirigée par un directeur du palais,.
La plupart des hauts dignitaires sont issus du lignage royal, même si avec le temps les personnes extérieures sont de plus en plus présentes. Leur lien avec le pouvoir royal ressort de leur habitude de se faire enterrer dans les nécropoles des souverains.

### Les provinces
Au-delà de la région de la capitale, le royaume égyptien de l'Ancien Empire est organisé le long de la vallée du Nil autour de deux ensembles, la Haute et la Basse-Égypte. Ce territoire très allongé est très peu urbanisé, organisé essentiellement autour de communautés rurales mal connues. Du point de vue du pouvoir monarchique, il s'agit d'un espace agricole où des unités économiques sont installées (voir plus bas), contrôlé à partir de plusieurs centres d'exploitation et de petites capitales provinciales, des sites fortifiés de petite taille. Peu sont connus par l'archéologie, et ils sont surtout situés dans des régions marginales au contact du monde extérieur (Éléphantine, Tell Ibrahim Awad),.
Du point de vue administratif, le royaume égyptien est découpé depuis l'époque thinite en provinces que l'on désigne couramment par le terme grec nome. Elles sont placées sous la responsabilité de hauts dignitaires, les nomarques, qui sont souvent issus de l'administration centrale. Ils sont désignés par des termes divers, qui qualifient sans doute des situations différentes (heqa sepat, seshem-ta, imy-ra oupet, etc.), notamment entre l'administration de la Haute et de la Basse-Égypte, mais qui sont impossibles à appréhender avec la documentation disponible. L'évolution des rapports de ces gouverneurs avec les provinces dont ils ont la charge est un peu plus claire. Au début de l'Ancien Empire, ils ne résident d'ailleurs pas dans le nome dont ils ont la responsabilité, mais s'y déplacent quand le besoin s'en fait sentir ; il est courant qu'ils cumulent des responsabilités sur plusieurs nomes. Ils sont surtout chargés de superviser les domaines agricoles dépendant de l’État qui s'y trouvent et de la perception de taxes. Progressivement sous les Ve et VIe dynasties, l’État augmente son contrôle sur ses provinces, en particulier celles de la Haute-Égypte qui sont plus éloignées de la capitale, et les nomarques y résident sans doute en permanence, n'ayant en responsabilité qu'une région ; ceux de Basse-Égypte peuvent sans doute encore résider à la capitale. Sous la VIe dynastie apparaissent des fonctions de gouverneurs de niveau supérieur ayant plusieurs nomes de Haute-Égypte sous leur responsabilité. Parallèlement les fonctions de l'administration centrale sont redoublées au niveau des nomes, ce qui reflète une complexification de l'organisation provinciale. Les nomarques prennent de plus en plus l'habitude de se faire enterrer dans les provinces dont ils avaient la responsabilité et non plus à Memphis, ce qui indique que leur ancrage local augmente, d'autant plus que les charges de nomarques se transmettent en général de père en fils, aboutissant à la constitution de dynasties locales. Cette tendance a sans doute permis un meilleur contrôle et une meilleure mise en valeur des provinces par l’État. Mais elle porte en germe l'affirmation des pouvoirs locaux qui prennent le dessus durant la Première Période intermédiaire en profitant de l'affaiblissement progressif du pouvoir central,.

### Les marges et les relations avec l'extérieur

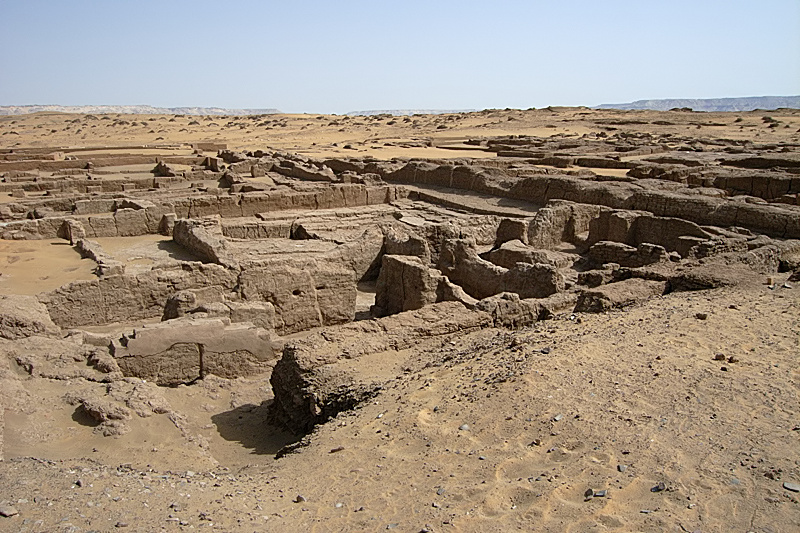
Ruines du site d'Ain Asil, établissement frontalier dans l'oasis d'Ad-Dakhla, désert Libyque.

Au-delà de la Haute et de la Basse-Égypte s'étendent des territoires limitrophes avec d'autres cultures. Ces espaces souvent désertiques ou semi-désertiques n'abritent pas de populations importantes. Aucune concurrence ou menace ne vient de là pour l’Égypte de l'Ancien Empire, qui bénéficie d'une situation confortable de ce point de vue. À partir de la Ve dynastie apparaissent les mentions de « forteresses royales » (menenou nesout), confiées à des nomarques et qui sont sans doute des établissements frontaliers. Deux fortins à enceintes circulaires de cette période ont été dégagés à Ain Asil dans l'oasis d'Ad-Dakhla et à Ras Budran sur la côte du Sinaï occidental.
L’État organise la mise en valeur des espaces marginaux les plus attractifs, qui fournissent des ressources nécessaires à la réalisation des grands chantiers et des œuvres d'art. Dès la IIIe dynastie, des expéditions sont organisées par de hauts dignitaires mandatés par le roi, en direction des mines de cuivre et de turquoise du Ouadi Maghara dans le Sinaï, qui restent exploitées tout le long de la période. Au Sud, des carrières de pierre, en particulier d'albâtre et de grauwacke, sont exploitées à Hatnoub et au Ouadi Hammamat. Les oasis du désert de Libye font également l'objet d'une mise en valeur à la fin de la période (Dakhla, Kharga). Sur le littoral de la mer Rouge, le trafic est déjà développé. Le port de Ouadi el-Jarf est actif à cette époque, dont a été mis au jour un lot exceptionnel de papyri, dont le journal de bord d'un fonctionnaire indiquant que le port sert de lieu de transit pour des pierres extraites dans les mines du Sinaï destinées à la construction de la pyramide de Khéops.
Enfin, le pouvoir central s'occupe également de ses relations au-delà de ses espaces marginaux, vers d'autres régions où se trouvent souvent des entités politiques développées mais trop faibles ou trop éloignées pour constituer une menace. Au Proche-Orient, le principal point de contact avec l’Égypte est le port de Byblos, vers lequel des expéditions commerciales sont régulièrement organisées. Mais des vases au nom de rois de la VIe dynastie se retrouvent jusqu'à Ebla en Syrie centrale. Cette période voit en effet des expéditions ambitieuses lancées vers l'extérieur, sous la direction de hauts dignitaires dont les plus fameux sont Ouni et Hirkhouf. Au sud, plusieurs expéditions partent d’Éléphantine vers la Nubie pour se procurer des matières premières prisées (or, diorite, etc.). À la fin de la période apparaît une entité politique forte à Kerma. Cette période voit également des contacts se nouer avec le lointain pays de Pount (dont la localisation reste discutée), d'où Hirkhouf ramène un pygmée qui fait la joie du jeune roi Pépi II,.

### Un groupe lié à l'exercice du pouvoir: l'aristocratie

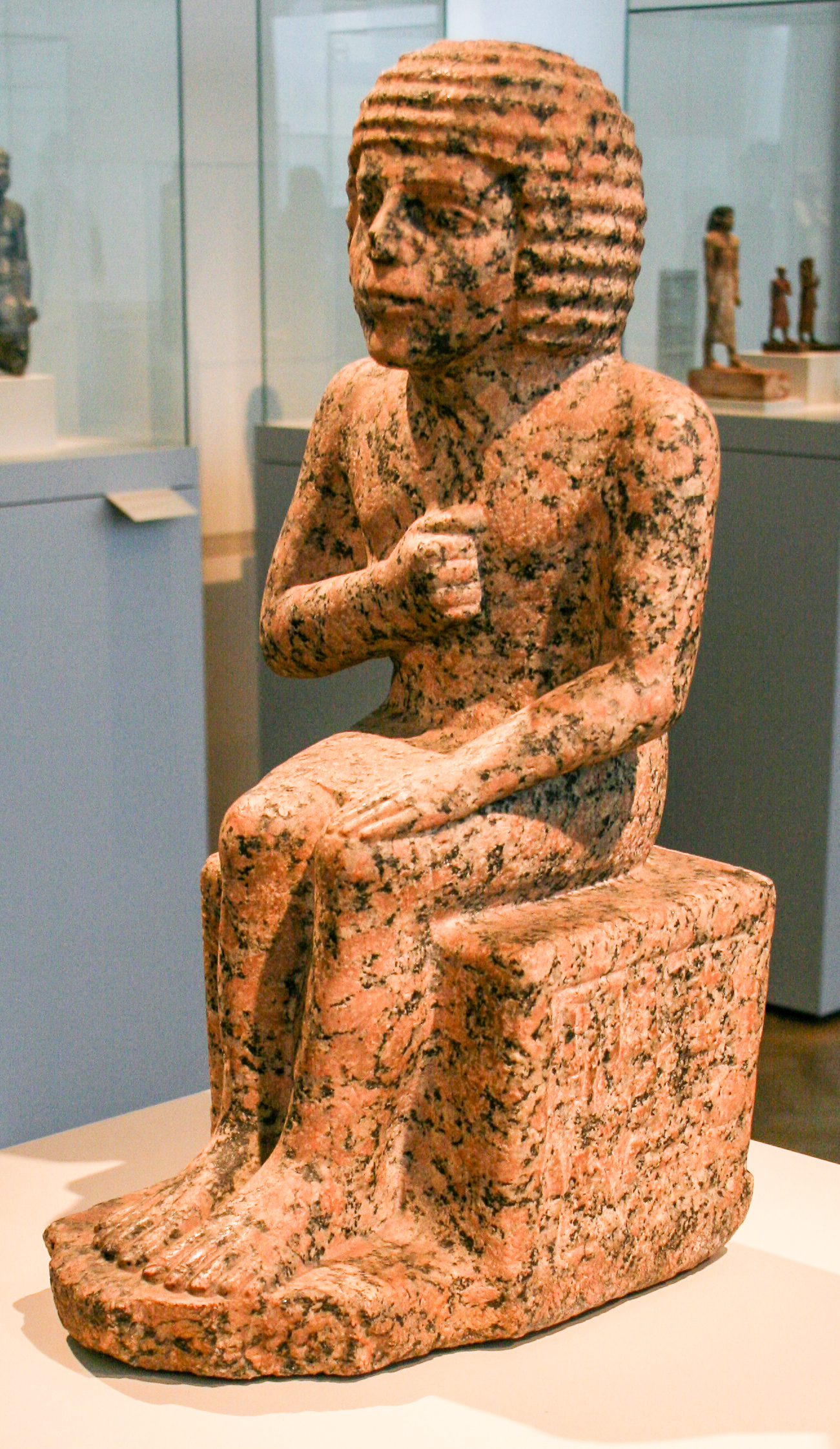
Statue de Metjen, haut dignitaire à la fin de la et au début de la, Ägyptisches Museum de Berlin.

La description de l'administration de l'Ancien Empire indique que les plus hautes charges étaient détenues par le groupe social qui occupait le sommet de la société. Cette dernière étant fortement marquée par le poids de l’État, la hiérarchie administrative recoupe donc la hiérarchie sociale, comme il n'était pas envisageable d'acquérir du pouvoir et des richesses sans être lié au pouvoir royal. Les nombreuses autobiographies de hauts personnages reflètent cela : ils doivent leur enrichissement à l'exercice de fonctions importantes pour le compte du roi, qui conduit à la détention de différents types de dignités et de privilèges leur permettant de se constituer un patrimoine important, en particulier les donations de terre. L'octroi du droit d'ériger son monument funéraire, doté en revenus par une charte royale, venait couronner une carrière bien accomplie et assurait à la famille du dignitaire un patrimoine et des revenus pour les générations futures,.
Un cas exemplaire d'enrichissement après une vie passé au service du roi est celui de Metjen, à la charnière des IIIe et IVe dynasties, plus ancienne bibliographie de dignitaire connue. Déjà héritier de domaines grâce à son père qui était juge et scribe, ce personnage est actif dans l'administration provinciale, gérant divers domaines agricoles de la couronne et plusieurs nomes en Haute et Basse-Égypte (à une époque où le cumul des charges de nomarque et la non-résidence dans les nomes étaient la norme) ; il réalise notamment des travaux de mise en valeur de domaines dans le Delta qui semblent lui rapporter d'importantes richesses. À la fin de sa vie, il a également des postes dans l'administration centrale. Il dispose de plusieurs domaines éparpillés dans le royaume, avec de larges superficies cultivées, du bétail, et divers villages d'exploitants. Il reçoit le droit d'ériger sa tombe dans le complexe funéraire royal de Saqqarah et de doter richement son culte funéraire,.
Avec l'affaiblissement du pouvoir royal sous la VIe dynastie et au début de la Première Période intermédiaire, cette aristocratie s'appuie sur ses domaines qui sont plus concentrés sur des espaces géographiques précis, là où elle exerce des charges dans l'administration des nomes. Elle finit par former une véritable aristocratie provinciale, renforçant le déclin du pouvoir central.

## Organisation économique
La documentation disponible sur l'Ancien Empire évoque avant tout ce qui intéresse les affaires publiques. Les activités économiques documentées prennent donc essentiellement place dans le domaine public. On ne peut cependant plus considérer que l’État domine tous les secteurs de l'économie, le secteur « privé » de l'économie étant présent. Mais l'utilisation de ces concepts modernes n'est pas aisée dans le contexte antique, et masque souvent les réalités de cette époque. Quoi qu'il en soit, il est clair que l'économie égyptienne est dominée par l'agriculture, où les domaines de la couronne et ceux dédiés aux cultes funéraires occupent une place majeure. La main-d’œuvre servant aux champs, sur les chantiers de construction, dans les ateliers artisanaux et dans les mines et les carrières est fortement encadrée par l'appareil bureaucratique de l’État, sans pour autant pouvoir être considérée comme ayant un statut servile.

### Les domaines agricoles

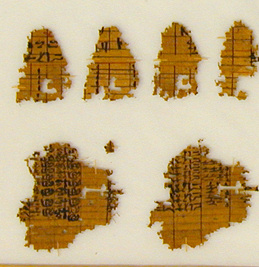
Fragments de papyri d'Abousir.

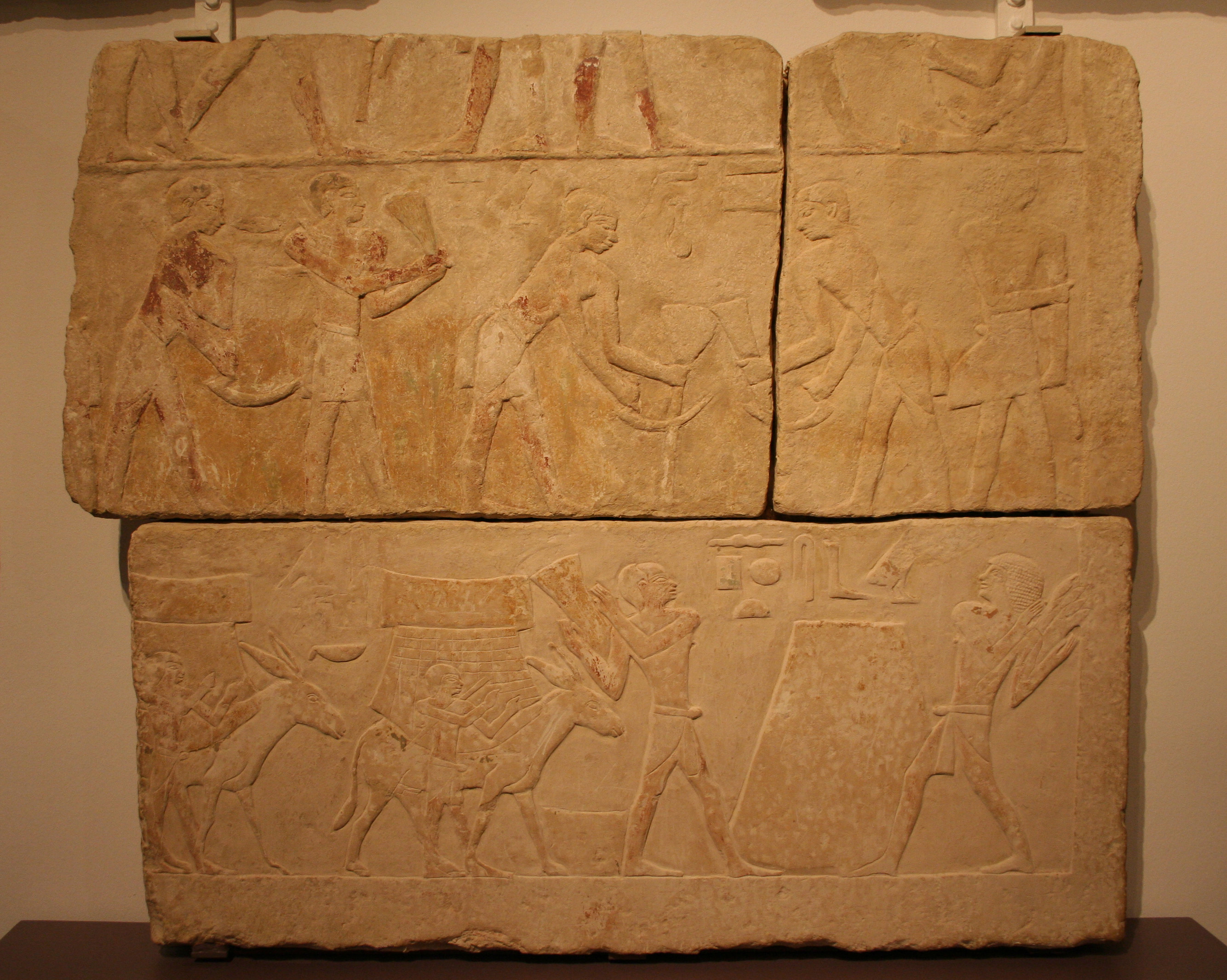
Scène de récolte de céréales sur un bas-relief du mastaba du vizir Sechemnéfer (IV) à Gizeh, représentant un de ses domaines funéraires,. Roemer-Pelizaeus Museum de Hildesheim.

L’État disposait d'un réseau d'unités économiques réparties dans tout le royaume, appelées hout (ou hout-aât pour les plus grands) qui sont des centres d'exploitations agricoles, servant pour leur administration et le stockage des biens. Ces domaines servaient de façon prioritaire aux besoins de l’État, et étaient donc gérés par l'administration provinciale et en dernier lieu la Résidence. Ces domaines semblent avoir été subdivisés en plusieurs unités d'exploitation locales (appelées per, « maison »), et regroupaient plusieurs villages de paysans. Le roi pouvait également concéder les revenus de ses exploitations agricoles, avec le personnel qui les met en valeur et parfois des exemptions de taxes. Les principaux bénéficiaires de ces donations étaient les temples, en particulier des temples funéraires royaux mais aussi privés, de façon à s'assurer que le culte aux défunts y soit rendu de façon durable. Les revenus des temples funéraires de particuliers étaient en partie redistribués à leurs descendants qui se transmettaient ce droit de façon héréditaire, s'assurant ainsi un moyen confortable d'enrichissement. Les temples des dieux recevaient également de telles donations, comme l'illustrent les décrets de Coptos datés de la VIe dynastie, destinés au temple du grand dieu local Min. Les domaines des temples provinciaux étaient supervisés par les nomarques et leur administration, ce qui avec le temps leur donna un pouvoir plus grand au niveau local. En tout cas les sources de la période, comme les papyri d'Abousir (Ve dynastie),, indiquent que les temples ne disposent pas d'une autonomie d'administration des domaines qui leur sont concédés, l’État gardant leur gestion et se chargeant de distribuer leurs revenus comme prévu par les textes de donation royaux. Les rois pouvaient également octroyer des terres à des fonctionnaires de leur vivant pour les aider à financer l'exercice de leur fonction ou en récompense de leurs services, couramment mentionnés dans les autobiographies des hauts dignitaires. On comprend donc que la limite entre domaines publics et privés ne soit pas nette voire pas pertinente dans ce contexte, car le souverain préserve une sorte de propriété éminente sur toutes les terres. Mais d'un autre côté les hauts dignitaires ont tendance à chercher à patrimonialiser les revenus des différents types de terres dont les revenus leur sont concédés, et peuvent même exercer un contrôle sur les revenus des temples divins en province. Il n'empêche que tant que le pouvoir royal est fort, l'économie agricole de l'Ancien Empire présente un profil très étatisé,.

### Gestion des ressources et du travail
La production des richesses, qu'elle émane de domaines publics ou privés, faisait l'objet de prélèvements et de redistribution organisés par l’État. C'était le bureau du trésor qui était chargé de la supervision de ces opérations. Il disposait de différents bureaux et centres de stockage dans tout le royaume, et les transports étaient assurés par bateau. Les fonctionnaires gestionnaires menaient régulièrement des opérations de recensement visant à évaluer les richesses disponibles dans les différentes parties du royaume, notamment le bétail. Les taxes pesaient sur des biens en nature : bétail et production céréalière avant tout. L'administration centrale et celle des nomes se chargeaient ensuite de redistribuer ce qui avait été prélevé à plusieurs bénéficiaires. D'abord les services de l’État, dans lesquels le personnel était rétribué par des rations en nature (avant tout pain et bière) qui avaient la fonction de salaires dans une économie non monétisée. Une grande partie des biens distribués allait aux cultes funéraires et divins, à qui étaient fournies les offrandes et les rations des prêtres qui y officiaient. Cela supposait l'existence d'un appareil bureaucratique employant des scribes répartis dans les services centraux et provinciaux, et rédigeant de nombreux documents de gestion élaborés, dont on a un aperçu par les archives administratives des temples royaux d'Abousir. Il fallait mener des inspections régulières pour éviter les dysfonctionnements, en particulier les fraudes,.
À côté des prélèvements en nature sur les domaines agricoles, l'autre type de ressource primordiale pour l’État de l'Ancien Empire est le travail humain, dans un système que l'on caractérise comme une corvée due à l'administration royale par les sujets. On mobilisait des artisans spécialisés et des travailleurs non spécialisés, dont on cherchait avant tout la force de travail. Là encore, la bureaucratie devait accomplir un travail précis pour assurer le bon déroulement des chantiers publics qui étaient l'objet de ces mobilisations : il fallait évaluer en amont les besoins matériels et humains, prévoir les matériaux nécessaires aux constructions et les rations à distribuer aux travailleurs. Il fallait diriger et contrôler l'exécution des travaux au quotidien, chaque travailleur ayant vraisemblablement un quota de travail à exécuter. Suivant une organisation en place depuis la période thinite, les travailleurs sont habituellement organisés en équipes que l'on qualifie du terme grec phylè (« tribu », en égyptien zaa, terme qui ne recouvre pas forcément une réalité tribale). Ils effectuent par rotation leur service sur une période d'un mois ou plus. On ne peut donc pas dire que les ouvriers des chantiers de l'Ancien Empire, et en particulier ceux de la construction des pyramides, aient été des esclaves ; il s'agissait de sujets corvéables mobilisés de façon saisonnière au service de l’État en tant que salariés. Il est impossible de connaître leurs conditions de travail, ces grandes opérations étant mal documentées. Mais il est évident que cela a requis une grande maîtrise de la part de l'appareil administratif : assurer l'acheminement des blocs de pierre, la mobilisation de la main d’œuvre (peut-être 20 000 à 30 000 personnes pour la pyramide de Khéops) et son entretien sur place,. Des ateliers (notamment des boulangeries et des brasseries réalisant du pain et de la bière), des bureaux, des magasins et des espaces de logement (dortoirs) ont été dégagés à proximité des pyramides de Gizeh. Ils montrent que ces chantiers exceptionnels par leur ampleur et leur durée nécessitaient la construction de quartiers de travailleurs sur place,.
Parmi les autres activités importantes de gestion des richesses, il faut mentionner les expéditions destinées à ouvrir et exploiter des carrières situées aux limites du royaume (dans le Sinaï, le désert Libyque, en Nubie), ce qui devait également nécessiter la mobilisation de nombreux travailleurs et ressources nécessaires à leur entretien et l'exécution du travail. Ces expéditions sont documentées par des inscriptions trouvées sur les lieux exploités et par les papyri de Ouadi el-Jarf.

### Moyens de transaction
Il ne semble pas y avoir eu à proprement parler de monnaie. Les revenus étaient prélevés en nature et les échanges se faisaient soit sous forme d'échanges travail contre marchandises, soit sous forme de troc avec recours à des unités de compte fondées sur le métal précieux (le chât ou shât et le deben), ce qui permettait de mesurer la valeur d'objets de natures différentes. Ainsi, dans un jugement datant d’environ 2600 avant notre ère, on peut lire : « J’ai acquis cette maison à titre onéreux auprès du scribe Tchenti. J’ai donné pour elle dix shât , à savoir une étoffe [d’une valeur de] trois shât ; un lit [d’une valeur de] quatre shât ; une étoffe [d’une valeur de] trois shât ». Ce à quoi le défendeur déclare : « Tu as complètement opéré les versements (de dix shât) par « conversion » au moyen d’objets représentant ces valeurs ».

## Rites et pratiques funéraires: l'âge des pyramides

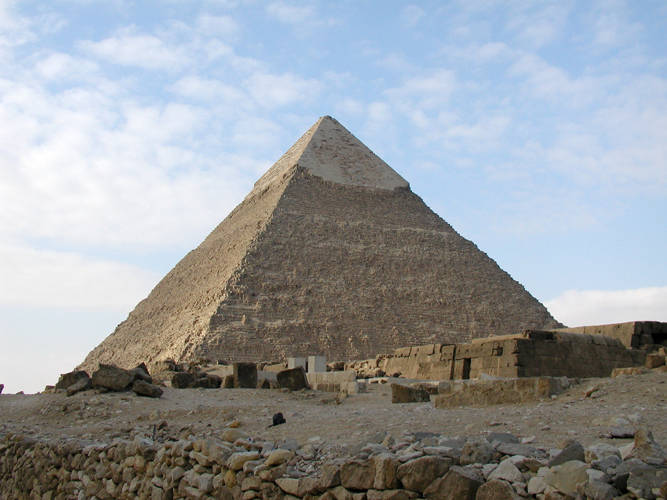
La pyramide de Khéphren, nécropole de Gizeh.

Même si les textes ne les évoquent pas explicitement, il est très probable que les conceptions égyptiennes de l'Ancien Empire sur les composantes de l'être humain sont déjà celles connues pour les périodes suivantes. Les composantes spirituelles majeures sont le ka, force vitale qui reste dans la tombe après la mort et qu'il faut alimenter en permanence, et le ba, puissance vitale personnifiant l'individu et qui peut au contraire sortir de la tombe. Pour les préserver après la mort, il faut que son corps ne disparaisse pas : c'est pour cette raison que la pratique de la momification s'est développée, avec le retrait et la préservation des viscères, entreposés dans des vases canopes. Le corps du défunt était également protégé par des amulettes et autres objets apotropaïques déposés dans sa tombe. Finalement, si les différentes composantes psychiques et physiques de l'homme sont préservées et entretenues grâce à différents rituels funéraires et des offrandes, alors l'âme du défunt peut entrer dans un cycle de renaissances, et devenir notamment un akh, principe lumineux qui vit éternellement parmi les étoiles auprès des dieux,.
À l'époque de l'Ancien Empire, ces conceptions concernent surtout la personne du roi, et secondairement les membres de la famille royale (notamment les reines) et les hauts dignitaires qui se voyaient accorder le privilège de pouvoir se voir dédier un culte funéraire. L'architecture funéraire a été le principal sujet de l'architecture monumentale et de l'art de cette période, qui ont peu concerné les temples des dieux ou les palais royaux. Le culte funéraire est également l'aspect le mieux connu des pratiques religieuses de cette période, aussi bien pour le roi que pour les élites, grâce aux sources écrites et représentations visuelles.
Les pratiques funéraires des couches basses de la population sont plus simples : enterrement dans de simples fosses, matériel funéraire réduit, et aucune tentative de préservation du corps.

### Les nécropoles royales de Memphis
L'Ancien Empire est passé à la postérité par la démesure des monuments funéraires consacrés à ses souverains, les pyramides (mer en égyptien). C'est du reste l'apparition de ce monument qui sert à marquer le début de cette période, et tout au long de celle-ci il permet de suivre le prestige inégalé dont a joui l'institution royale à cette période. Il apparaît pourtant que les complexes funéraires ne présentent pas une unité et ont connu des évolutions sensibles.

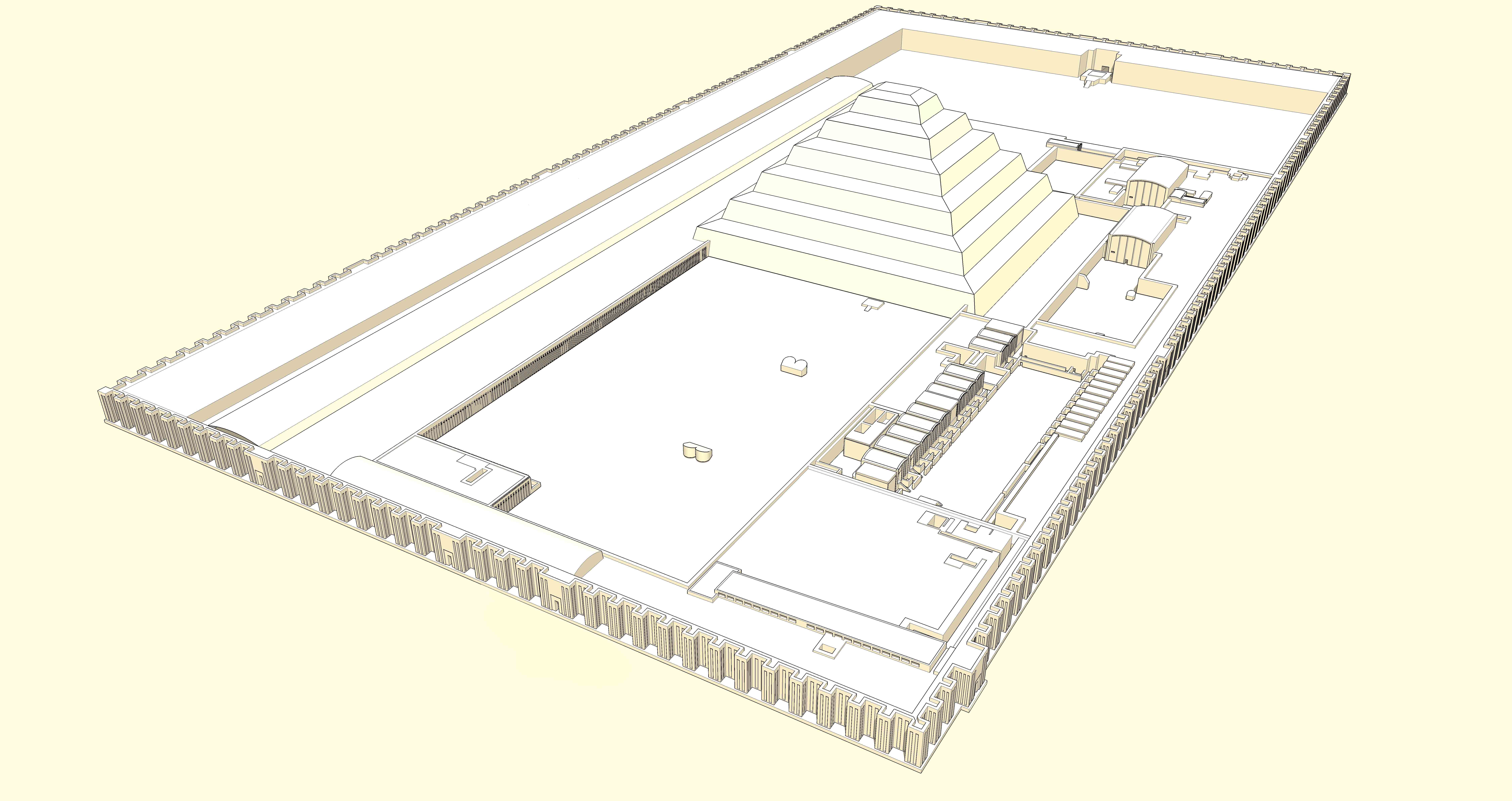
Restitution du complexe funéraire de Djéser à Saqqarah, vue vers le nord-ouest

La première pyramide est celle du roi Djéser, œuvre attribuée à son architecte Imhotep. Elle est érigée à Saqqarah nord, une nouvelle nécropole royale située près de Memphis et qui remplace celle des deux premières dynasties, située à Abydos. La pyramidde de Djéser est un édifice à degrés, une forme résultant manifestement des mastabas, forme la plus courante des tombeaux des élites de l’Égypte antique (voir plus bas). Le roi repose dans une chambre funéraire située sous l'édifice, accessible par des couloirs et des chambres qui forment un petit complexe à l'intérieur de la pyramide. L'édifice est entouré d'un vaste complexe funéraire, protégé par une enceinte rectangulaire et disposant de divers édifices cultuels. L'ensemble n'a pas fini de livrer tous ses secrets, mais il est très bien connu grâce aux importants travaux de Jean-Philippe Lauer. Plusieurs éléments y expriment la puissance de la figure royale : la cour intérieure reliée à la fête-Sed, le temple funéraire royal destiné aux offrandes au souverain défunt, le temple du ka du roi. Des successeurs de Djéser ont tenté de construire des pyramides à degrés à leur tour, mais elles sont restées inachevées : la pyramide de Sekhemkhet à Saqqarah et la pyramide à tranches de Zaouiet el-Aryan, peut-être voulue par Khaba,,.
Au début de la IVe dynastie, avec le règne de Snéfrou, un changement important se produit dans les complexes funéraires royaux. C'est l'érection des « vraies » pyramides, qui sont le point focal du complexe funéraire et qui écrasent désormais les édifices les entourant, par leur masse et leur importance symbolique. Elles sont accompagnées d'un temple d'accueil, généralement situé au bord du fleuve ou d'une étendue d'eau. Ce temple s'ouvre sur une chaussée qui mène ensuite au temple mortuaire, où se trouve la stèle funéraire du roi. Il est construit contre la face est de la pyramide, où se déroulent les rituels du culte funéraire. D'autres petites pyramides sont souvent érigées près des grandes pyramides royales : ce sont les sépultures des reines, et les « pyramides satellites » qui sont peut-être associées au ka royal. Les barques solaires, destinées à transporter le roi auprès de Rê, sont également enterrées à proximité des tombes,,,. Le roi Snéfrou érige successivement trois pyramides : la pyramide de Meïdoum, première pyramide à faces lisses, puis celles de Dahchour, la pyramide rhomboïdale et la pyramide rouge, première pyramide à pente droite,,. Son successeur Khéops choisit le plateau de Gizeh pour sa nécropole royale, où il érige la plus grande pyramide avec, à ses côtés, de petites pyramides annexes destinées à ses reines,,. Son fils Djédefrê choisit le site d'Abou Rawash comme lieu de sa sépulture,,, mais par la suite Khéphren et Mykérinos font ériger leurs pyramides à Gizeh (pyramide de Khéphren et pyramide de Mykérinos),,. Chepseskaf choisit quant à lui de revenir à la tradition des mastabas en érigeant le sien à Saqqarah sud, pour des raisons indéterminées,.

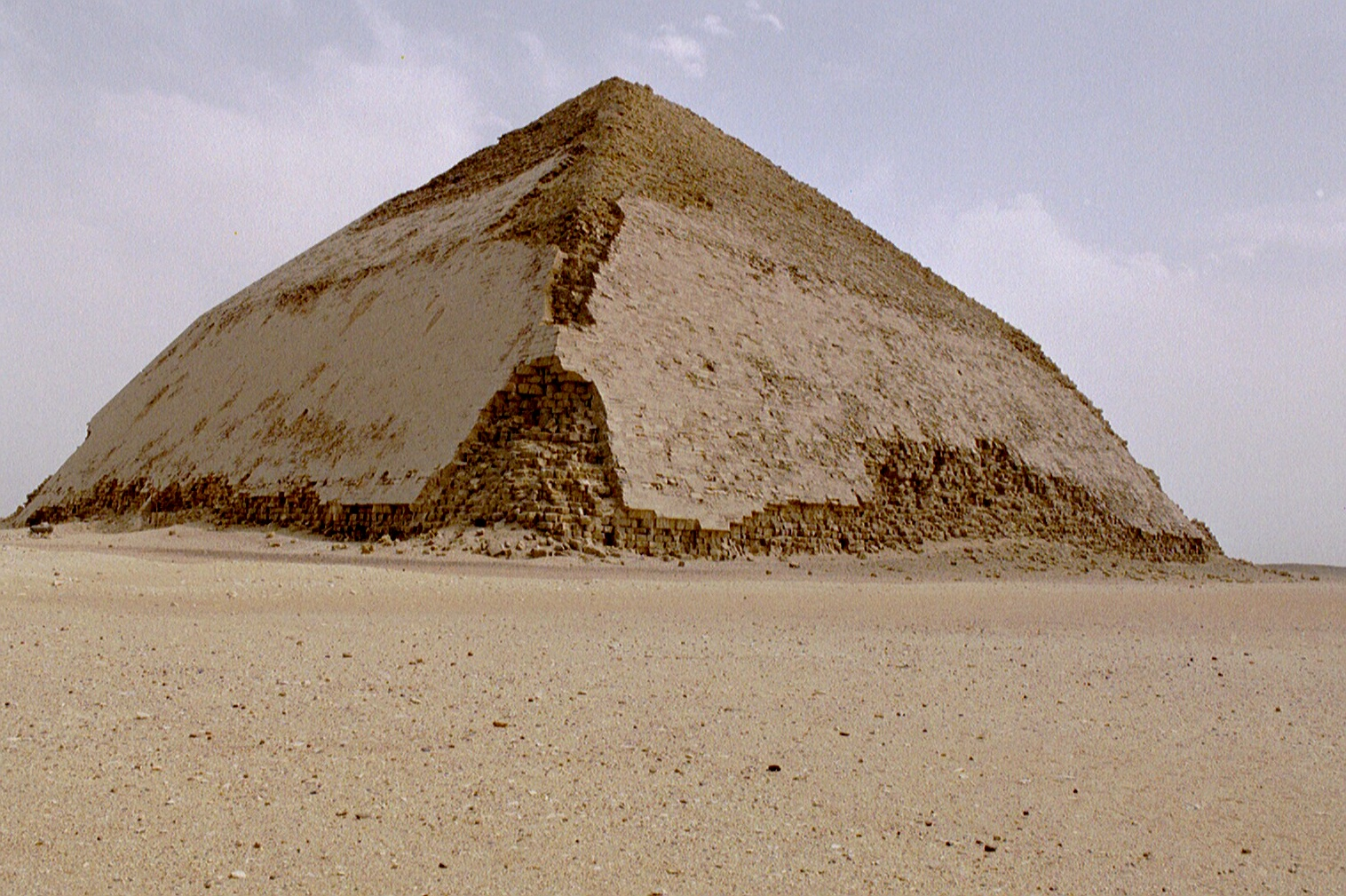
La pyramide rhomboïdale de Snéfrou à Dahchour.
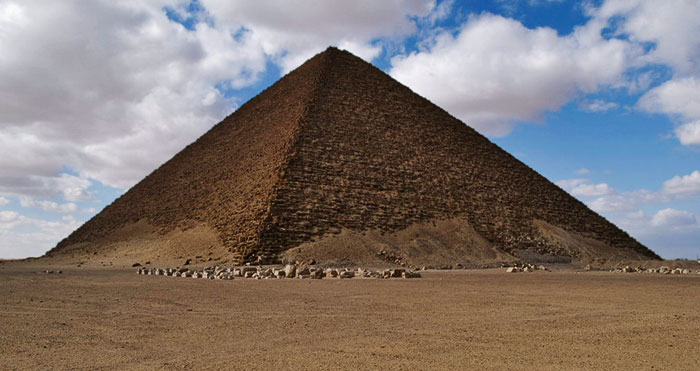
La pyramide rouge de Snéfrou à Dahchour.
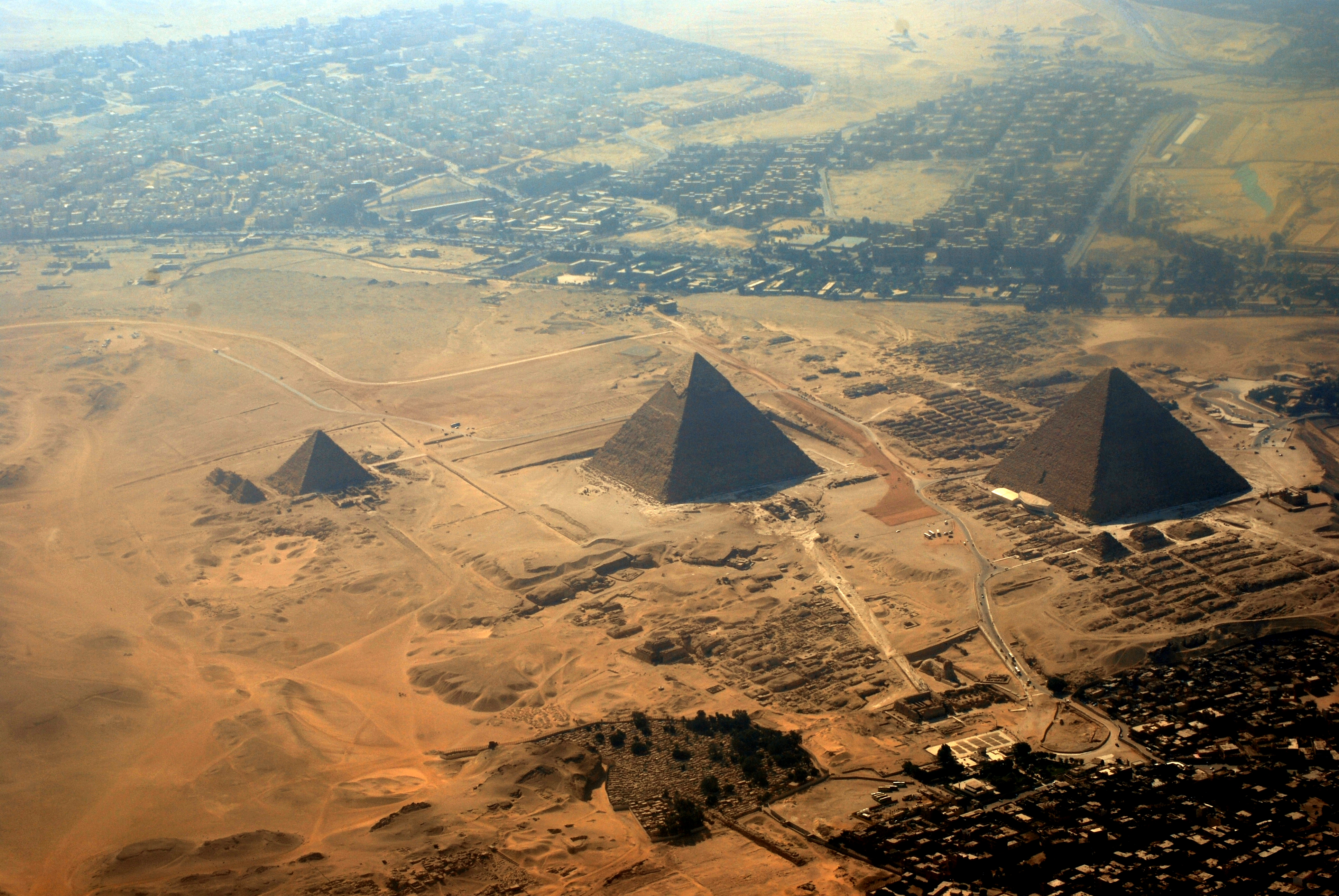
Le complexe funéraire de Gizeh.
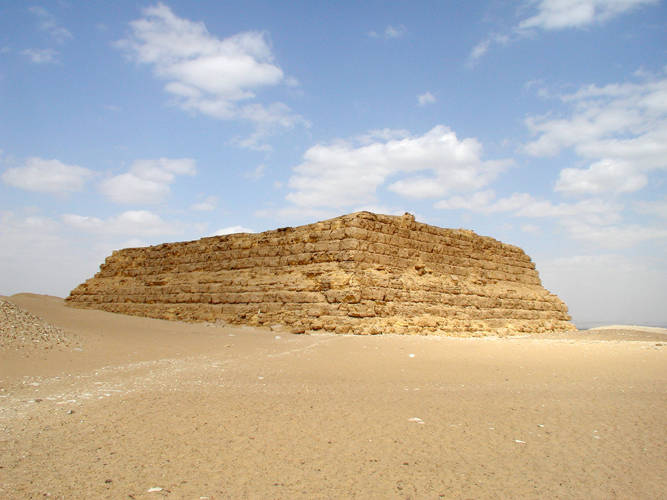
Le mastaba de Chepseskaf à Saqqarah.

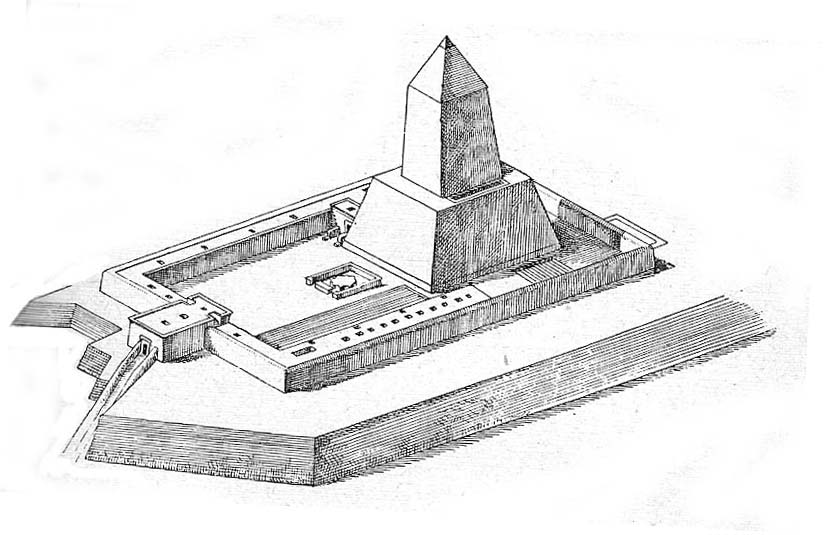
Restitution du temple solaire de Niouserrê à Abou Ghorab.

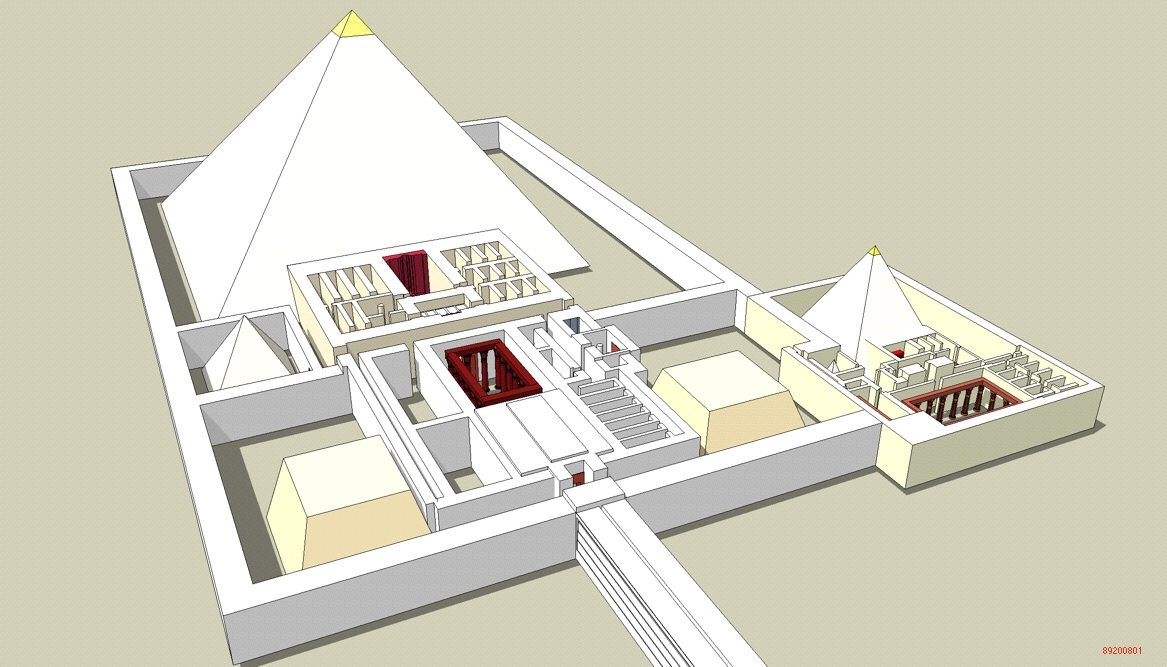
Restitution du complexe funéraire de Djedkarê à Saqqarah, avec sa pyramide, son temple funéraire et la pyramide de la reine.

Les pyramides construites par les dynasties suivantes sont de dimensions plus modestes. Ouserkaf, le fondateur de la Ve dynastie, fait ériger la sienne à Saqqarah, à proximité de celle de Djéser,,. Ses successeurs choisissent le site d'Abousir, groupe monumental de premier plan qui se démarque par la construction de temples solaires accompagnant chacune des pyramides. Deux ont été dégagés, dont celui d'Abou Ghorab, sur six connus par les textes. Ces constructions reprennent le schéma des complexes des pyramides (temple d'accueil - chaussée - temple haut). Mais à la place de la pyramide se trouve un grand obélisque qui symbolise le dieu-soleil Rê. Sa fonction exacte est discutée, mais semble liée à l'aspect solaire du roi après sa mort, ou du moins à ses liens avec Rê,,,. Les deux derniers rois de la Ve dynastie, Djedkarê et Ounas, retournent à Saqqarah (nord) pour y ériger leurs pyramides. Celles-ci sont dépourvues de temples solaires, mais entourées d'un complexe funéraire muré où se trouve le temple funéraire, désormais au plan complexe (plusieurs cours, chapelles, magasins). La pyramide d'Ounas est la première dont les murs de la chambre funéraire comportent des inscriptions : les Textes des pyramides,,. Au début de la VIe dynastie, Téti fait encore construire sa pyramide à Saqqarah nord, mais ses successeurs choisissent Saqqarah sud,,,.

### Le culte funéraire royal

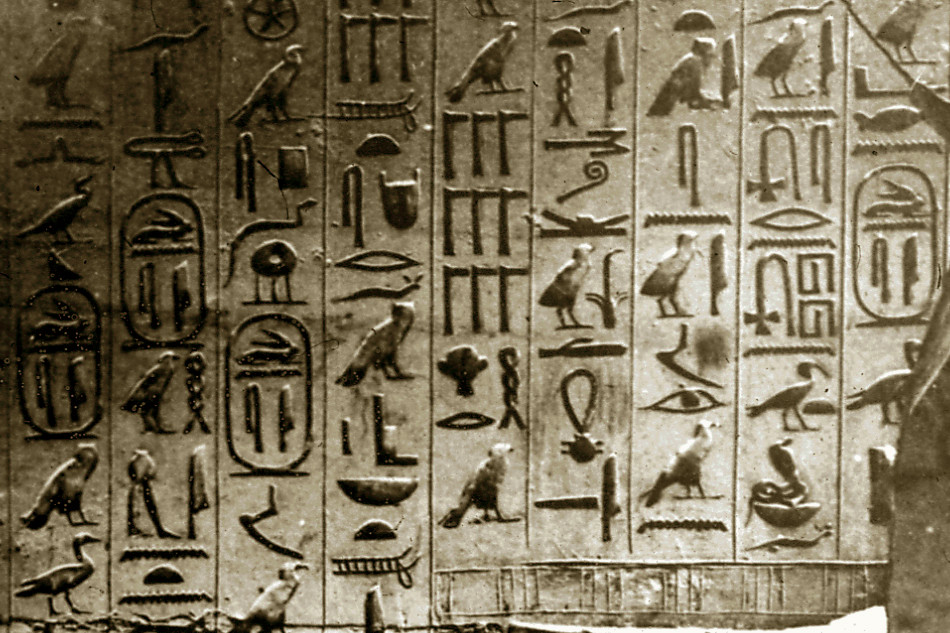
Extrait des Textes des pyramides dans la chambre funéraire de la pyramide d'Ounas.

Les pratiques funéraires de l'Ancien Empire documentent surtout le cas du pharaon, dont les sépultures sont les mieux connues. Les Textes des pyramides apparaissent dans la chambre funéraire de la pyramide d'Ounas, puis dans celles de plusieurs rois suivants (mais pas encore celles les hauts dignitaires). Ces textes sont une source d'inspiration majeure pour les rites d'enterrement royaux et les croyances sur le devenir des composantes psychiques du souverain. Après l'embaumement, le corps du roi est déposé dans une chambre funéraire, qui symbolise la demeure des morts : la Douât, où demeure Osiris, auquel le roi défunt est assimilé. De là, le ba doit sortir du corps et renaître, comme le fait chaque jour le soleil, avant de retourner auprès du dieu des morts (donc dans son sarcophage) la nuit pour se régénérer à nouveau. En entrant dans ce cycle, le roi devient alors un akh qui vit éternellement,,.

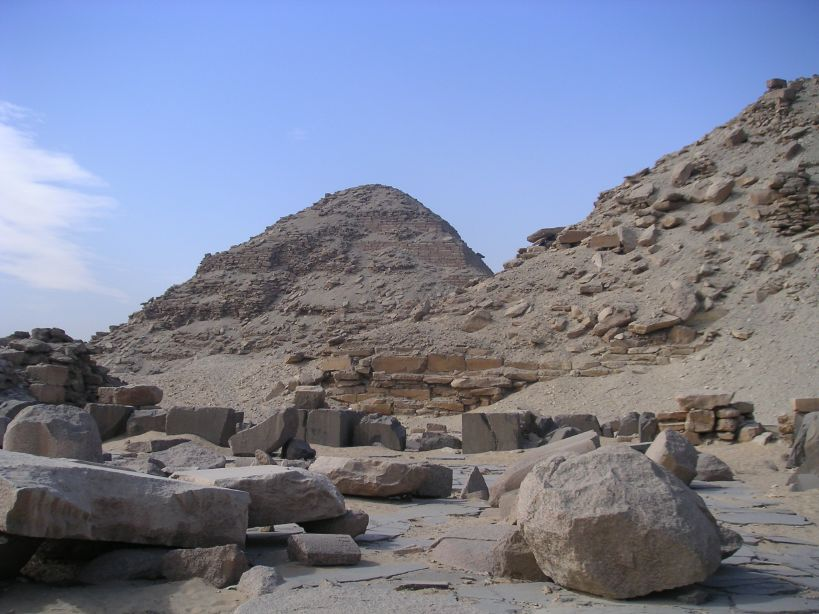
Ruines du temple funéraire et de la pyramide de Néferirkarê à Abousir, dont l'activité cultuelle est documentée par les archives d'Abousir.

Pour assurer le bien-être éternel des rois défunts, il était prévu dès leur vivant qu'ils recevraient un culte prévu pour ne jamais cesser. Il était donc du devoir des rois vivants d'assurer la vénération de leurs ancêtres. Le fonctionnement du culte funéraire des rois de l'Ancien Empire est bien connu par les archives d'Abousir, qui concernent avant tout le temple funéraire de Néferirkarê et qui datent de ses successeurs. Les rois défunts recevaient donc des offrandes dans les temples de leur complexe funéraire : rations de bières et de pain, viande, vêtements et autres. Des prêtres étaient assignés à leurs temples et devaient assurer les rituels nécessaires à leur culte. Le financement de ces rites particulièrement coûteux était assuré par des domaines funéraires, dont les productions étaient assignées au culte des rois défunts, et en général éparpillés dans tout le royaume. La distribution des offrandes et l'activité des servants des temples (organisés en phylè) étaient supervisées par l'administration centrale, qui contrôlait les flux de produits destinés aux offrandes,. Le fonctionnement des cultes des rois a nécessité la construction de petites agglomérations à proximité de leurs complexes funéraires. On les nomme « villes de pyramides ». Là, des administrateurs encadrent l'organisation du culte funéraire royal, et les prêtres et le reste du personnel sont assignés au temple funéraire. Une de ces agglomérations a été dégagée à Gizeh, près de la tombe de la reine Khentkaous Ire, fille de Mykérinos. Il s'agit d'un quartier muré en forme de L et constitué de maisons accolées,.
Si dans son principe le culte funéraire des rois était un moyen pour leurs successeurs de renforcer leur légitimité, en mettant en avant la stabilité et le prestige de l'institution monarchique, dans les faits il s'avère que peu de cultes royaux ont été durables alors qu'ils devaient être éternels. Les cultes des complexes funéraires de Saqqarah et d'Abousir ne survécurent pas à la fin de la dynastie des rois qui y étaient enterrés. En fait, seuls les rois de la IVe dynastie, enterrés à Gizeh mais aussi à Dahchour et Abou Rawash, ont eu un prestige supérieur aux autres et ont vu leur culte entretenu par de lointains successeurs. Les rois de la VIe dynastie, en particulier, ont été actifs dans la restauration et la construction d'édifices cultuels destinés au rois de la lignée de Snéfrou. Ils la voyaient sans doute déjà comme un âge d'or de la royauté égyptienne et cherchaient à en capter le prestige.

### Les tombes aristocratiques et leur culte funéraire

Schéma représentant l'organisation d'un mastaba de la comprenant deux chambres funéraires souterraines.

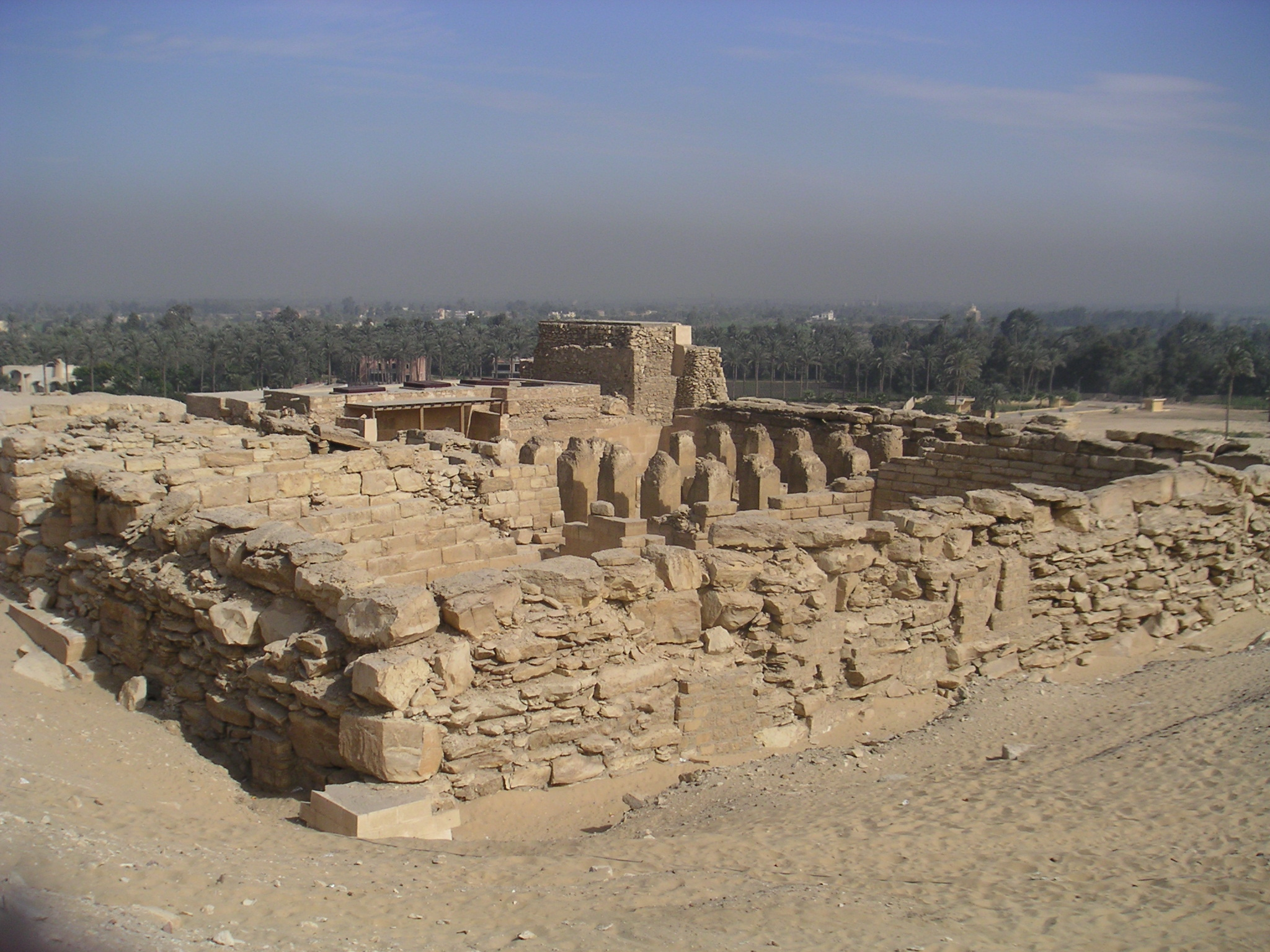
Ruines du mastaba de Ptahchepsès à Abousir.

Les élites de la haute administration de l'Ancien Empire pouvaient obtenir, après une carrière bien remplie au service du souverain, le droit d'ériger leur propre tombeau monumental. Cela était donc une forme d'hommage de la part du roi envers ses serviteurs, ces derniers ayant alors le droit de bénéficier d'un culte funéraire censé assurer leur vie après leur mort. Un décret royal leur attribuait des revenus issus de domaines funéraires qui servaient à pourvoir leurs tombeaux en offrandes quotidiennes, en principe de façon perpétuelle. Le décret donnait également le droit à une tombe dans la nécropole royale dont le bénéficiaire devait financer la construction, le roi octroyant cependant des matériaux de qualité et des artisans spécialisés pour réaliser les fresques et autres décorations de l'édifice ainsi que son mobilier. Les prêtres destinés à entretenir le culte du défunt étaient également attribués par le roi. Les domaines funéraires à disposition de la tombe étaient en principe inaliénables, et restaient au bénéficie des héritiers du défunt qui recevaient une partie des revenus des domaines. Ils pouvaient éventuellement concéder des parts de ces revenus à des tiers, ou les mettre en gage.
Les tombes des élites de l'Ancien Empire ne sont pas des pyramides, cette forme étant réservée aux personnages de sang royal. Ils poursuivent la tradition des mastabas (terme arabe signifiant « banc », en raison de la forme de ces édifices) héritée de la période thinite. Ce type d'édifice est constitué de deux parties : une infrastructure souterraine, constituée du caveau funéraire, et une superstructure en surface de forme quadrangulaire, le mastaba proprement dit. Les premiers mastabas sont construits en briques crues, puis à partir de la IVe dynastie ils sont faits de blocs de pierre comme les constructions royales. Ils ont souvent un décor extérieur à redans, comme à la période précédente (par exemple le mastaba de Néfermaât à Meïdoum), remplacé par la suite par des murs extérieurs nus en pierre de taille. Leur plan est très simple, puisqu'ils sont constitués d'une grande salle intérieure menant au tunnel qui conduit à la chambre funéraire. Une chapelle extérieure bâtie contre le mur du mastaba sert de lieu de présentation des offrandes au défunt, associée à une pièce aveugle, le serdab, où se trouve la statue du défunt et une stèle fausse porte symbolisant le voyage du monde des vivants vers celui des morts. Cette organisation de base peut faire l'objet de complexifications : le mastaba peut disposer de plusieurs chapelles, notamment une à l'intérieur, et abriter deux caveaux souterrains. Les grands dignitaires de la Ve dynastie se font construire des mastabas plus grands, qui font l'objet d'agrandissements successifs au cours de leur carrière. Celui du vizir Ptahchepsès, à Abousir, est ainsi au départ un grand mastaba qui dispose de plusieurs salles cultuelles. On lui ajoute ensuite une chapelle avec entrée à portique, des salles annexes (dont des magasins), une cour à piliers et une pièce pour entreposer des barques en bois. Cela témoigne de la volonté d'en faire un véritable temple destiné au culte du défunt, reprenant de nombreux aspects du culte funéraire royal,,.
Les mastabas des élites sont également des lieux de réalisation d’œuvres artistiques remarquables, en particulier les bas-reliefs accompagnés d'inscriptions. Au cours de la période, les représentations des rites funéraires se développent. C'est le cas des bas-reliefs de la chapelle de la tombe d'Akhethétep, retrouvés à Saqqarah et transportés au musée du Louvre. Ils débutent par les funérailles, avec le transport du cadavre dans la tombe, son repas funéraire permettant la survie de ses « âmes » et les richesses de ses domaines funéraires qui servent à son culte.

## Les dieux et leurs cultes

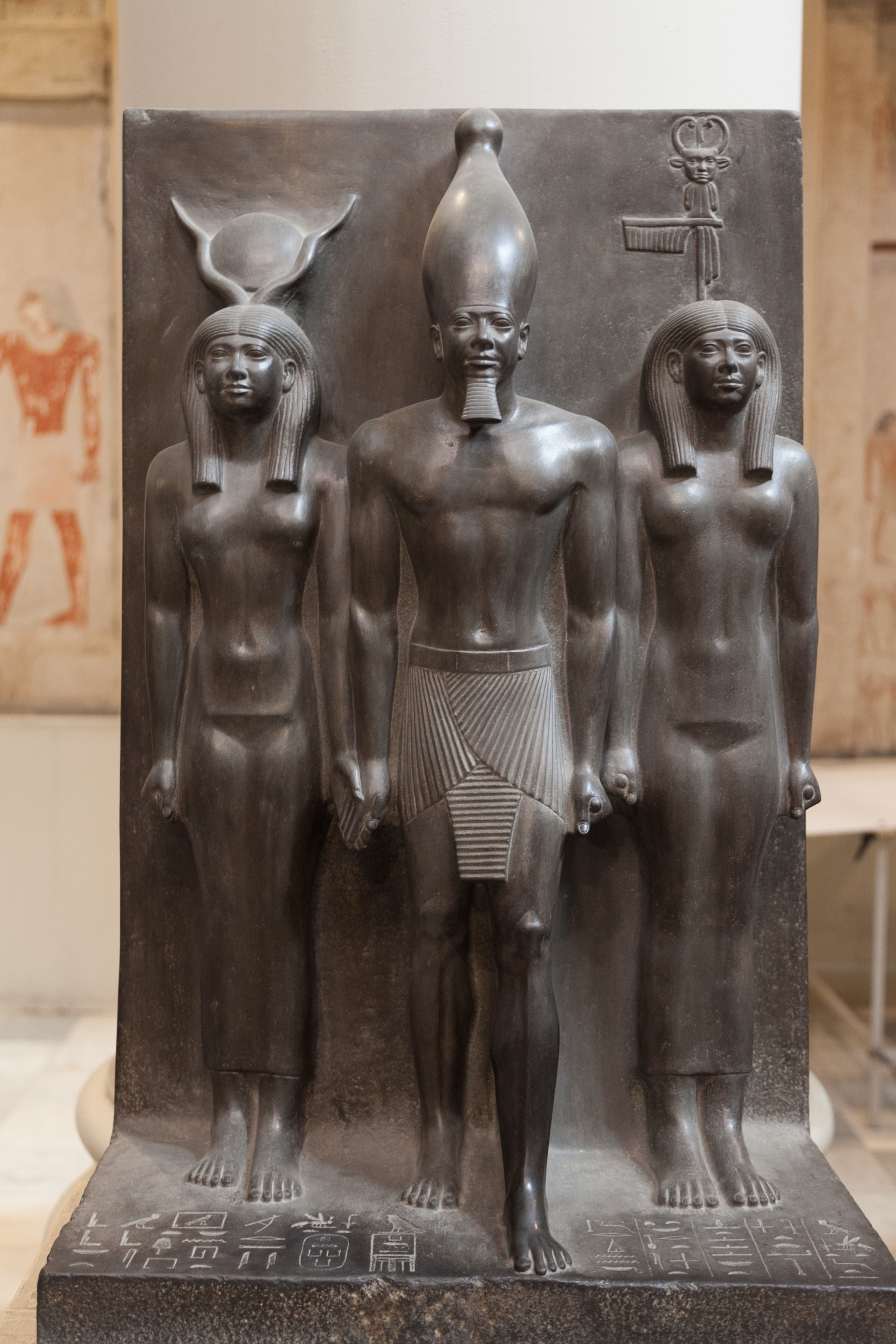
Statue en grauwacke représentant le roi Mykérinos entouré de la déesse Hathor (à sa droite) et d'une déesse personnifiant un nome (à sa gauche), Musée égyptien du Caire.

Si l'Ancien Empire est par excellence la période de la glorification du roi-dieu, il a en revanche laissé peu de traces du culte des divinités, par comparaison aux périodes postérieures. La concentration de l'attention sur le culte royal et ses monuments érigés dans la région de Memphis semble avoir laissé peu de place au culte des divinités. Il ne fait pour autant pas de doute que les cultes divins ont bien existé à cette période, mais ils sont peu documentés.
Les textes et les représentations artistiques évoquent surtout les divinités en lien avec la royauté. Comme le révèle la titulature des rois, il s'agit en premier lieu du dieu Horus, la divinité royale par excellence depuis l'époque protodynastique, et du dieu solaire et créateur Rê, qui connaît un essor particulier à partir de la Ve dynastie avec l'érection des temples solaires, qui fait suite à l'apparition du titre de « fils de Rê » sous la IVe dynastie. Dans les Textes des pyramides qui apparaissent à la fin de la Ve dynastie, la figure d'Osiris prend une place importante dans le groupe des dieux liés à la royauté.

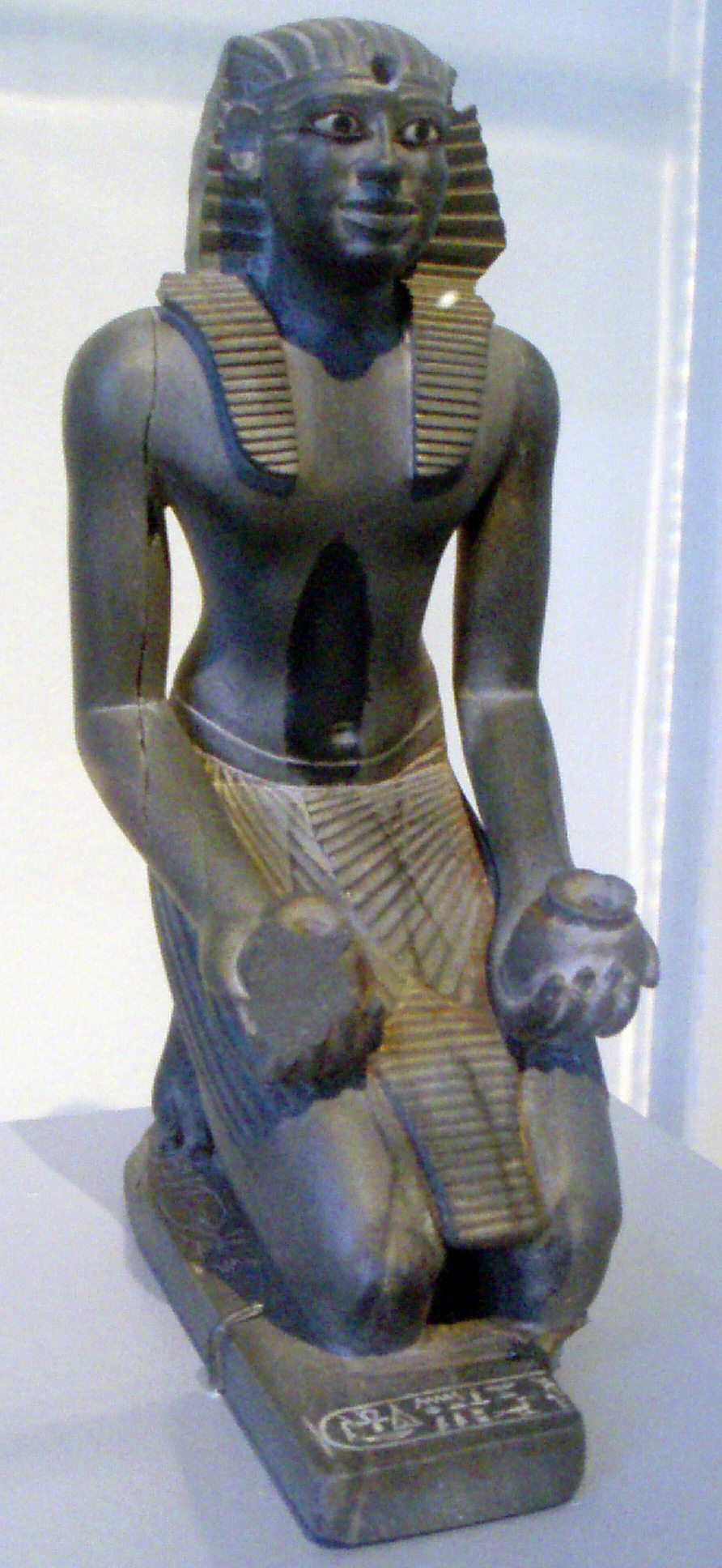
Pépi Ier à genoux, offrant deux petits vases à une divinité (sans doute Hathor), Brooklyn Museum de New York.

Même si les grands dieux de l'Égypte ont fait l'objet d'attentions auparavant, comme l'atteste par exemple le groupe des statues représentant une triade formée de Mykérinos, de la déesse Hathor et de divinités personnifiant les nomes, l'essor de leurs cultes semble se produire sous la VIe dynastie, en lien avec la « provincialisation » du pouvoir. Les rois s'intéressent de plus en plus aux temples des dieux. Ils leurs prodiguent des privilèges qui étaient attestés auparavant pour les cultes funéraires royaux. Pépi Ier et Pépi II sont particulièrement actifs dans le développement des grands temples provinciaux. Ils patronnent leur construction et leur restauration, puis les dotent de domaines et de travailleurs exemptés de taxes pour pourvoir aux besoins de leur culte, comme le documentent des décrets retrouvés dans ces sanctuaires. Il semble avoir en particulier appuyé le culte d'Hathor à Dendérah, mais il a également soutenu le temple de Min à Coptos, celui de Horus à Hiérakonpolis, celui de Satis à Éléphantine, de Khentamentiou (qui commence alors à être assimilé à Osiris) à Abydos et de Bastet à Boubastis, et également celui du pharaon divinisé Snéfrou. Avec le temple de Rê à Héliopolis, on a là les temples majeurs de la période. Les nomarques, dont le pouvoir s'accroît à cette époque, prennent le relais dans l'entretien des temples dont le contrôle est nécessaire à leur pouvoir local, tant ils semblent jouer un grand rôle dans l'identité des différents nomes.
L'archéologie a livré peu de documentation sur les temples divins de l'Ancien Empire, qui étaient sans doute pour la plupart construits en matériaux peu durables (brique crue ou bois). Celui exhumé à Éléphantine, et sans doute dédié à Satis, est construit à partir d'une niche naturelle qui sert de sanctuaire, et est simplement protégée par quelques murs en briques isolant l'espace sacré. Les objets votifs qui y ont été retrouvés, pour beaucoup datés de la Ve dynastie, sont des petites figurines animales ou humaines, ou des plaques, généralement en faïence. L'activité des rois de la VIe dynastie (Pépi Ier et Mérenrê) y est attestée par des inscriptions. Des traces de murs de la période de l'Ancien Empire ont été repérées sous les niveaux du Nouvel Empire dans le temple d'Horus à Hiérakonpolis, de même que dans le sanctuaire de Khentamentiou à Abydos ; en fait se sont surtout les traces d'une enceinte délimitant un espace sacré qui sont évidentes. Là encore ces travaux semblent attribuables à la VIe dynastie, et à Pépi Ier en particulier. En Basse-Égypte, des traces de temples de la période de l'Ancien Empire (mais souvent érigés à partir des premières dynasties) ont également été repérées à Tell Ibrahim Awad, Coptos et Medamoud, et semblent refléter des traditions religieuses différentes de celles du sud du pays. Les connaissances sur ces temples et leur rôle dans les différentes cultures régionales restent cependant encore peu développées.

## L'art de l'Ancien Empire
Succédant à une période thinite, qui a vu diverses expérimentations dans l'art et l'architecture, l'Ancien Empire est par bien des aspects une phase de « canonisation » dans ces domaines. Il pose les conventions qui seront suivies dans les époques suivantes, et joue un rôle dans la perception de l'âge des pyramides comme une époque « classique ». Dans plusieurs domaines, les réalisations de cette période sont encore considérées par les historiens de l'art actuels comme inégalées dans l'histoire égyptienne.

### Architecture
L'architecture de l'Ancien Empire commence avec le premier monument d'Égypte construit en pierre, en lieu et place de la brique : le complexe funéraire de Djéser à Saqqarah. La pierre sert désormais pour tout l'ensemble architectural, que ce soit la structure des bâtiments ou leur décor, constitué de blocs de pierre sculptés et peints. Les pyramides, les temples funéraires royaux et les mastabas montrent le perfectionnement de la construction en pierre, qui permet la réalisation de monuments figurant parmi les plus impressionnants de l'Antiquité. Les pyramides de la IVe dynastie sont les monuments les plus ambitieux qu'ait produits l’Égypte ancienne. Les temples funéraires se dotent de cours dallées à péristyle et de portiques à colonnes. Les colonnes sont simples au départ, puis s'ornent de chapiteaux décorés de palmes sous la Ve dynastie,.

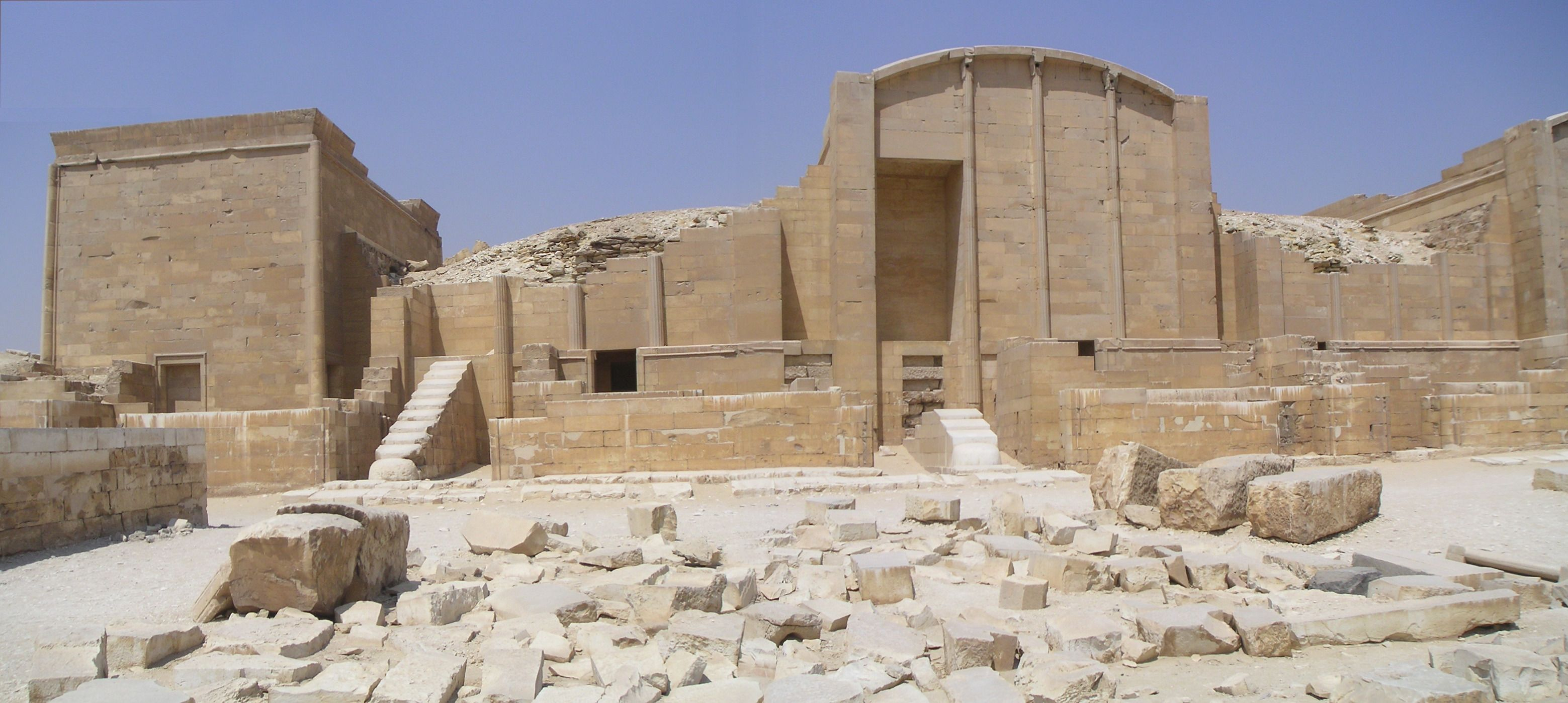
Chapelles de la cour du Heb-Sed du complexe funéraire de Djéser à Saqqarah (début de la IIIe dynastie).
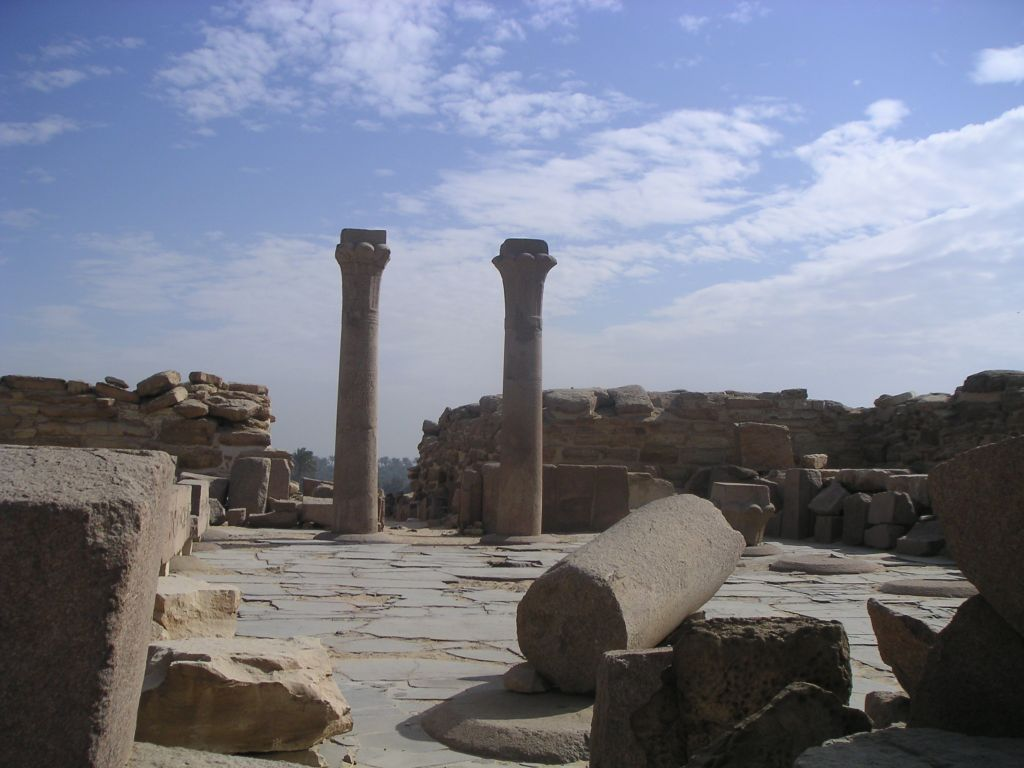
Ruines du temple funéraire de Sahourê à Abousir, avec deux colonnes à chapiteau en forme de palme (Ve dynastie).
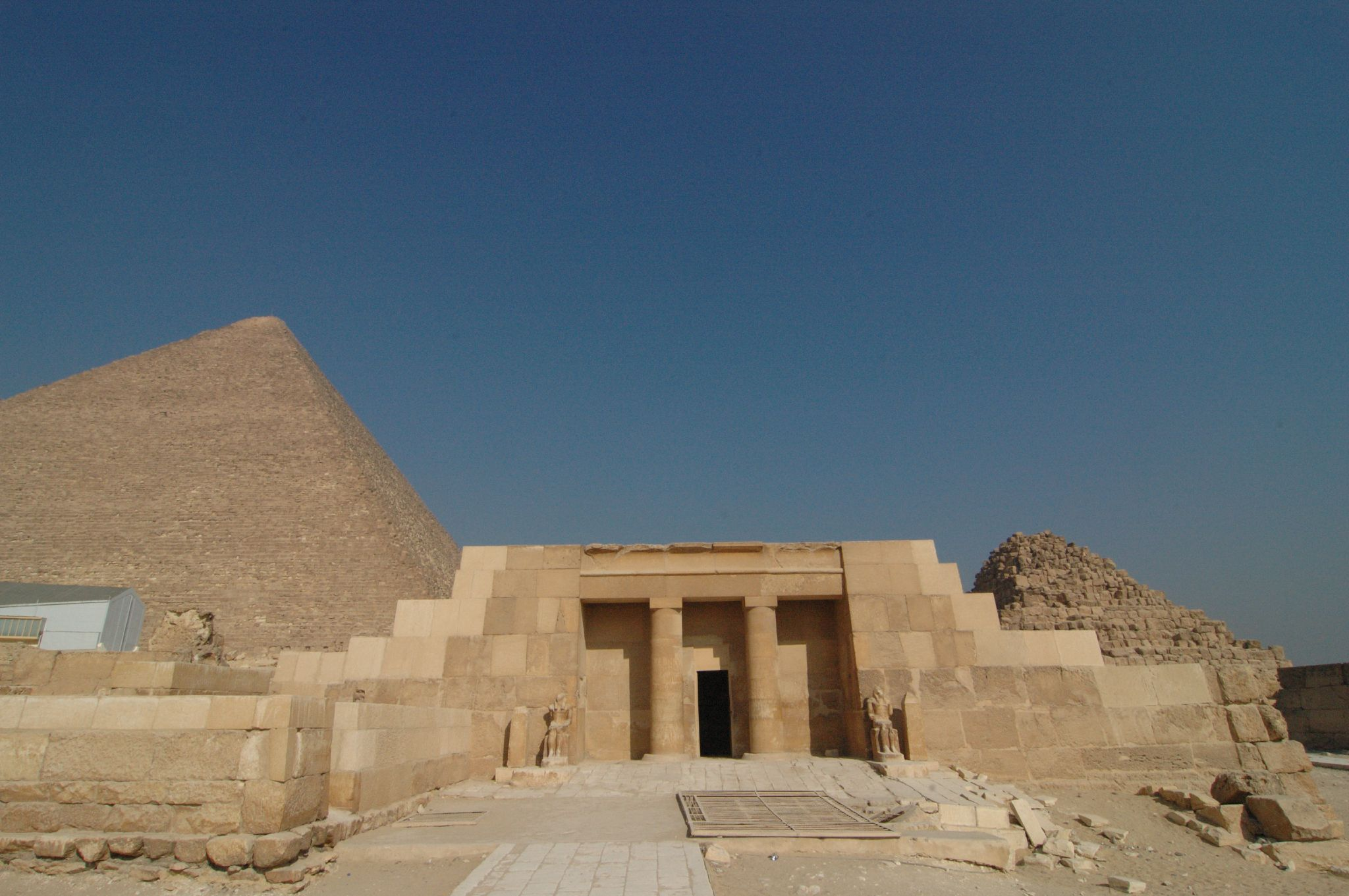
Entrée du mastaba du haut dignitaire Seschemnefer (fin IVe-début Ve dynastie), à Gizeh ; la pyramide de Khéops en arrière-plan.

### Bas-reliefs et peintures
Les édifices funéraires ont souvent une décoration intérieure fournie, en général des bas-reliefs peints, mais parfois aussi des peintures sur enduit (comme dans la tombe de Néfermaât et Itet sous la IVe dynastie). Ces représentations se développent sur plusieurs frises, constituant parfois des compositions très fournies même si elles ne développent pas de longue narration. Les pyramides ont pu disposer d'ornements intérieurs, les représentations des Textes des pyramides, à partir du règne d'Ounas, mais ce sont les temples funéraires qui présentent des longues frises de bas-reliefs ayant le roi pour thème central. Les thèmes visent la glorification du souverain : il est mis en relation avec les divinités, est montré faisant face aux dignitaires, et plusieurs frises représentent la fête-Sed. Dans les mastabas des dignitaires, les bas-reliefs tournent autour de la célébration de l'occupant de la tombe, mais surtout son culte funéraire : représentations des richesses trouvées dans ses domaines funéraires (champs, marais, steppe, ateliers) et destinées à ses offrandes, représentation du repas funéraire. Le défunt, royal ou non, est représenté plus grand que les autres personnages des scènes, pour bien marquer qu'il en est le centre,. Ces bas-reliefs (et les textes qui les accompagnent) ont dont pour but de le célébrer, et de participer à son accès à l'éternité en rapportant ses actions les plus éclatantes, et en représentant le culte funéraire qui va l'aider à atteindre l'immortalité, sans doute pour renforcer l'efficacité des rituels funéraires.

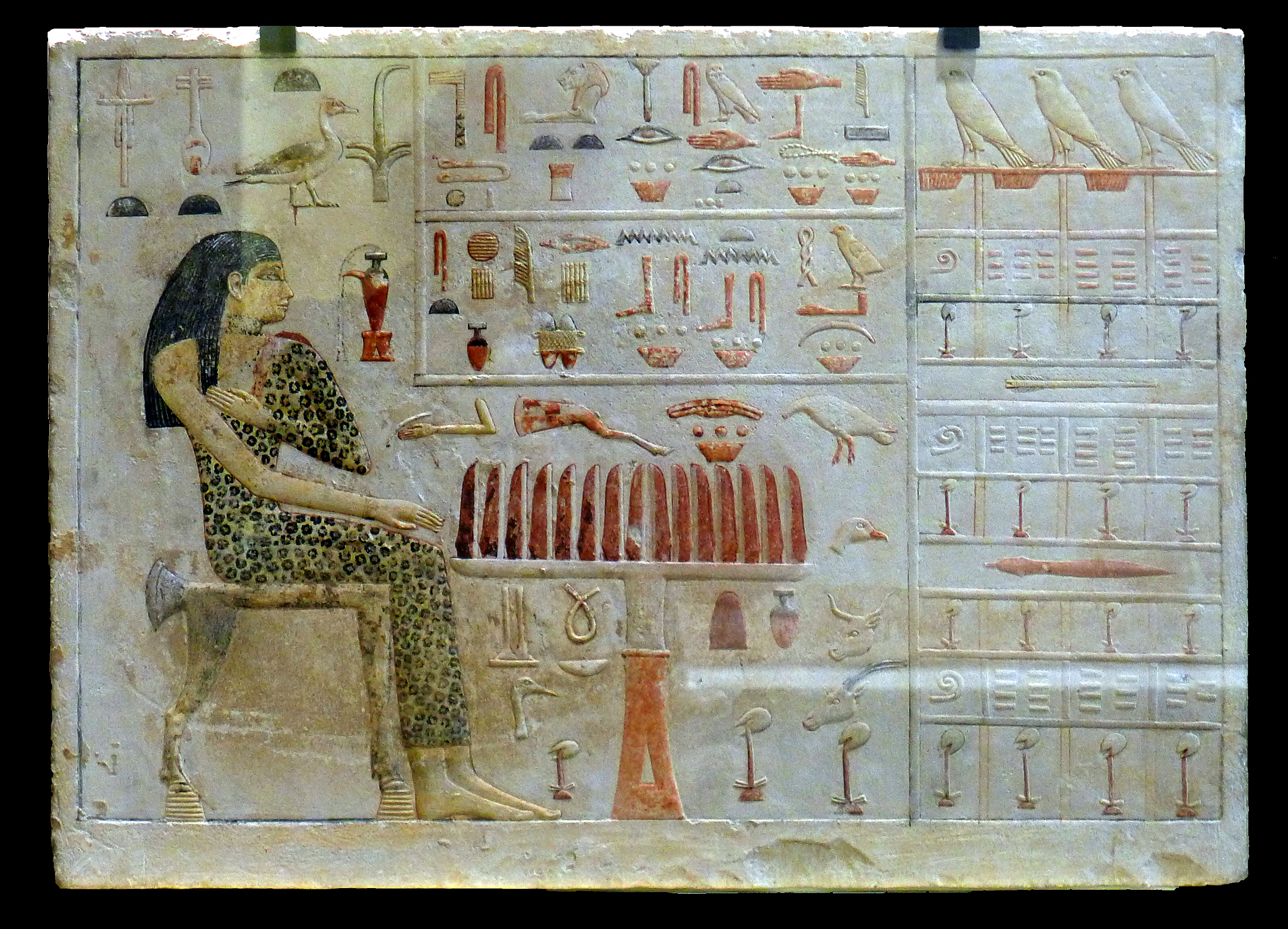
Bas-relief peint sur stèle représentant la princesse Nefertiabet face à son repas funéraire et des étoffes qui lui sont offertes, IVe dynastie, Musée du Louvre.
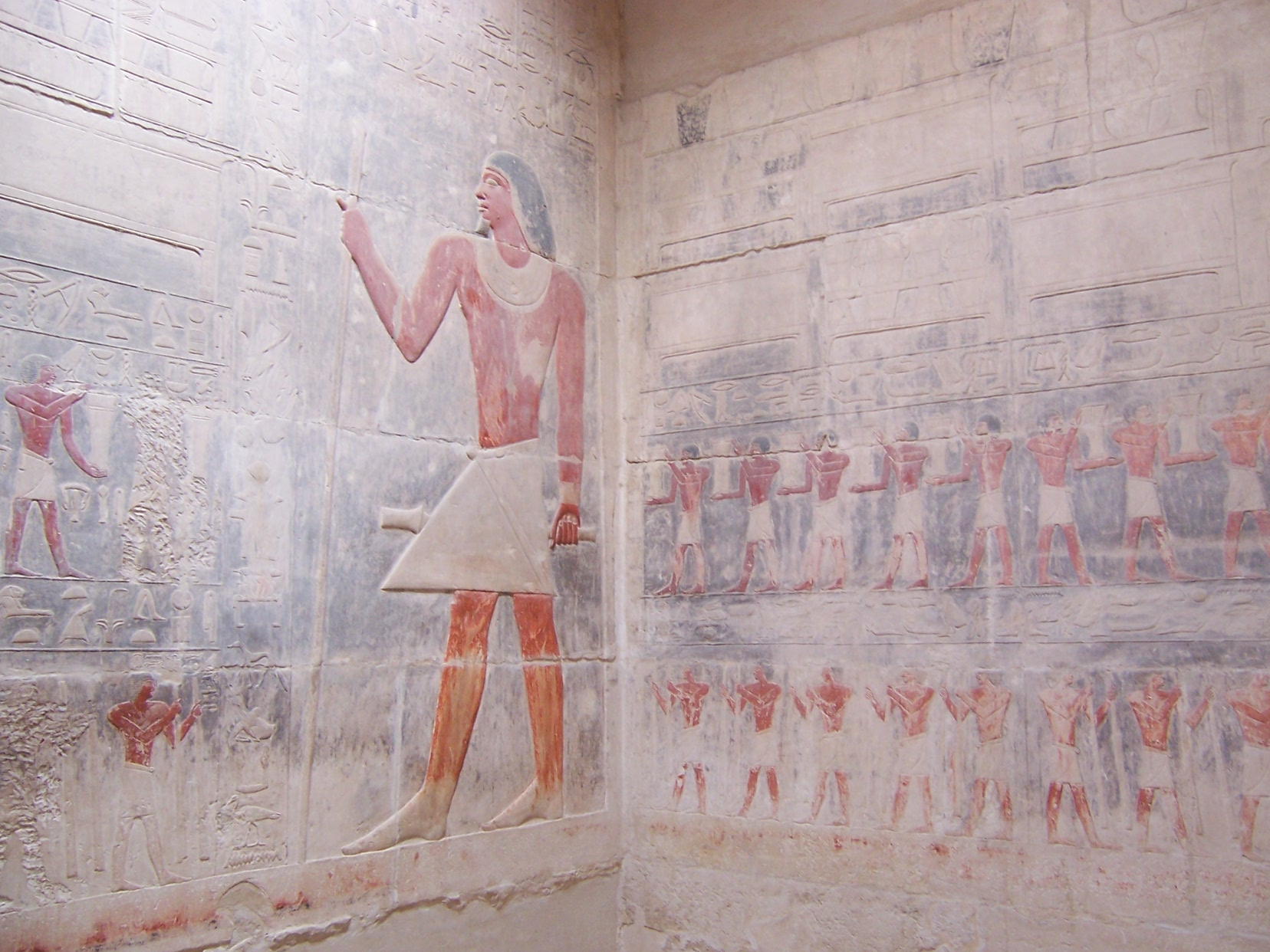
Bas-reliefs peints dans le mastaba du vizir Kagemni à Saqqarah (VIe dynastie).
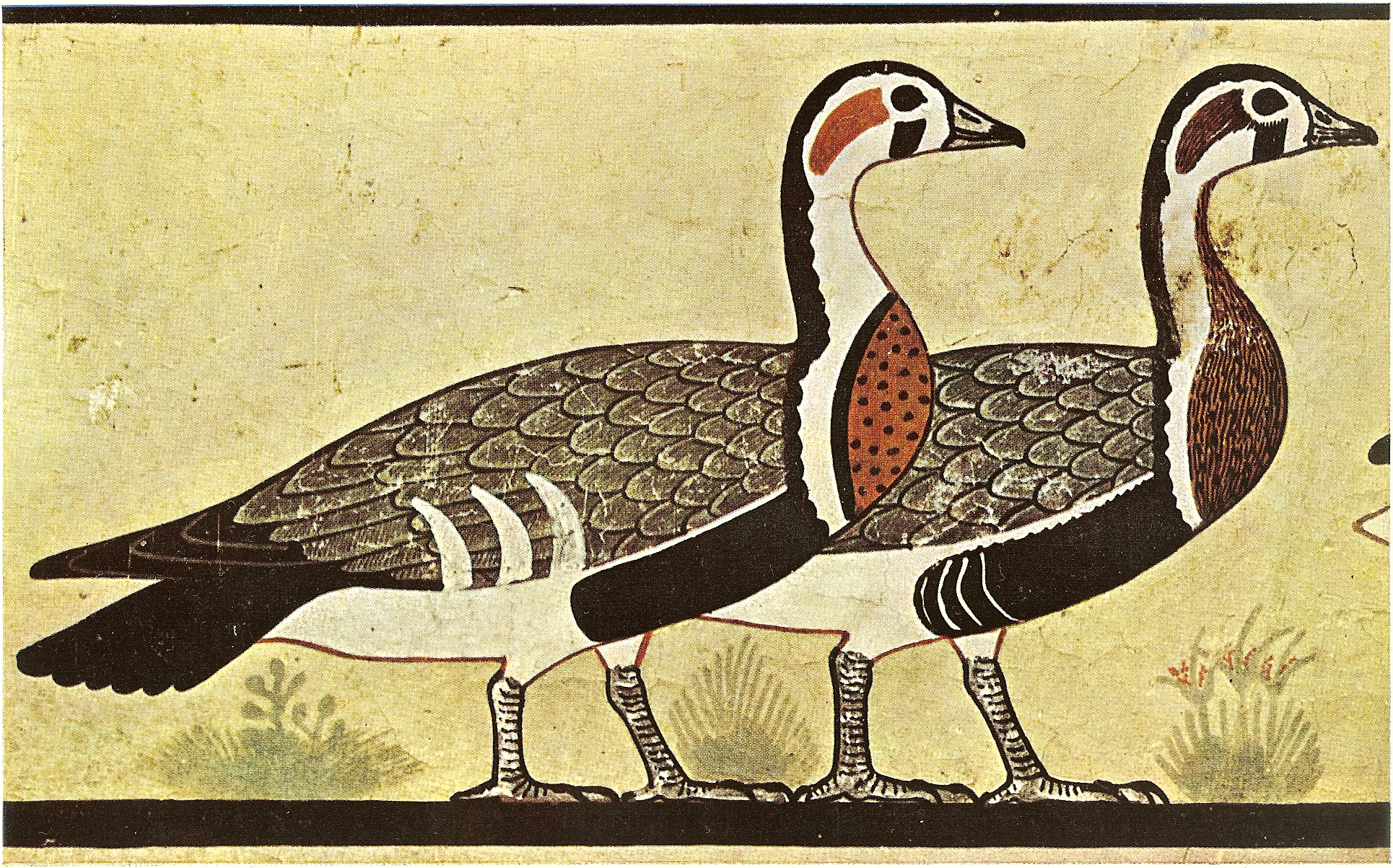
Détail de la fresque des « oies de Meïdoum », mastaba de Néfermaât et Itet, début de la IVe dynastie.

### Sculpture
La statuaire est une forme d'art qui bénéficie d'un grand prestige. Ses principes ont déjà été posés sous les premières dynasties. Les monuments funéraires de cette période ont fourni de véritables chefs-d’œuvre de la statuaire antique. Les matériaux travaillés sont divers : calcaire, pierre dure (notamment le grauwacke, la diorite), ou encore bois et métal. Logiquement, le roi est un sujet courant de la statuaire : Djéser s'est fait représenter à plusieurs reprises, parfois en grandeur nature ; plusieurs statues de Khéphren le représentant sur son trône sont de très belle facture ; les « triades » de son successeur Mykérinos sont également des pièces remarquables par leur qualité d'exécution ; Pépi Ier est le sujet de statues de grande taille en cuivre incrusté d'or ; une statuette de ce dernier roi en position d'offrande à genoux, ainsi qu'une autre de Pépi II sur les genoux de sa mère, attestent que le niveau de qualité ne s'est pas encore tari à la fin de l'époque. L'Ancien Empire voit également le développement de la statuaire privée, là encore avant tout à but funéraire, qui débute dès la IIIe dynastie avec les statues du couple de dignitaires Sépa et Nésa. Sous la dynastie suivante, les statues d'un autre couple, Rahotep et Neferet, montrent une statuaire qui cherche à rapporter un peu plus l'individualité des personnes représentées, voire un (relatif) réalisme. Le style des statues évolue au cours de la période, qui ne connaît pas de développement uniforme ou linéaire : l'art qui se développe à partir d'Ounas (parfois qualifié de « second style ») cherche à rompre avec les recherches de rendu plus réalistes et sévères des grands règnes des IVe et Ve dynasties pour préférer un style dans lequel certaines parties du corps des individus représentés sont exagérément grandes, alors que d'autres sont amoindries ou supprimées,,.

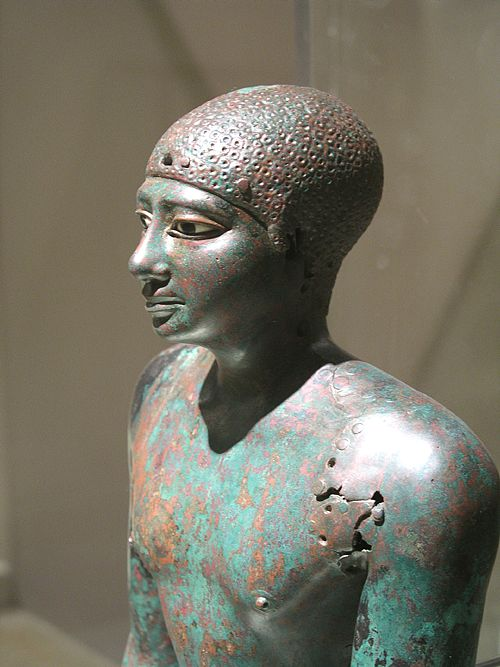
Statue en cuivre incrusté d'or de Pépi Ier.
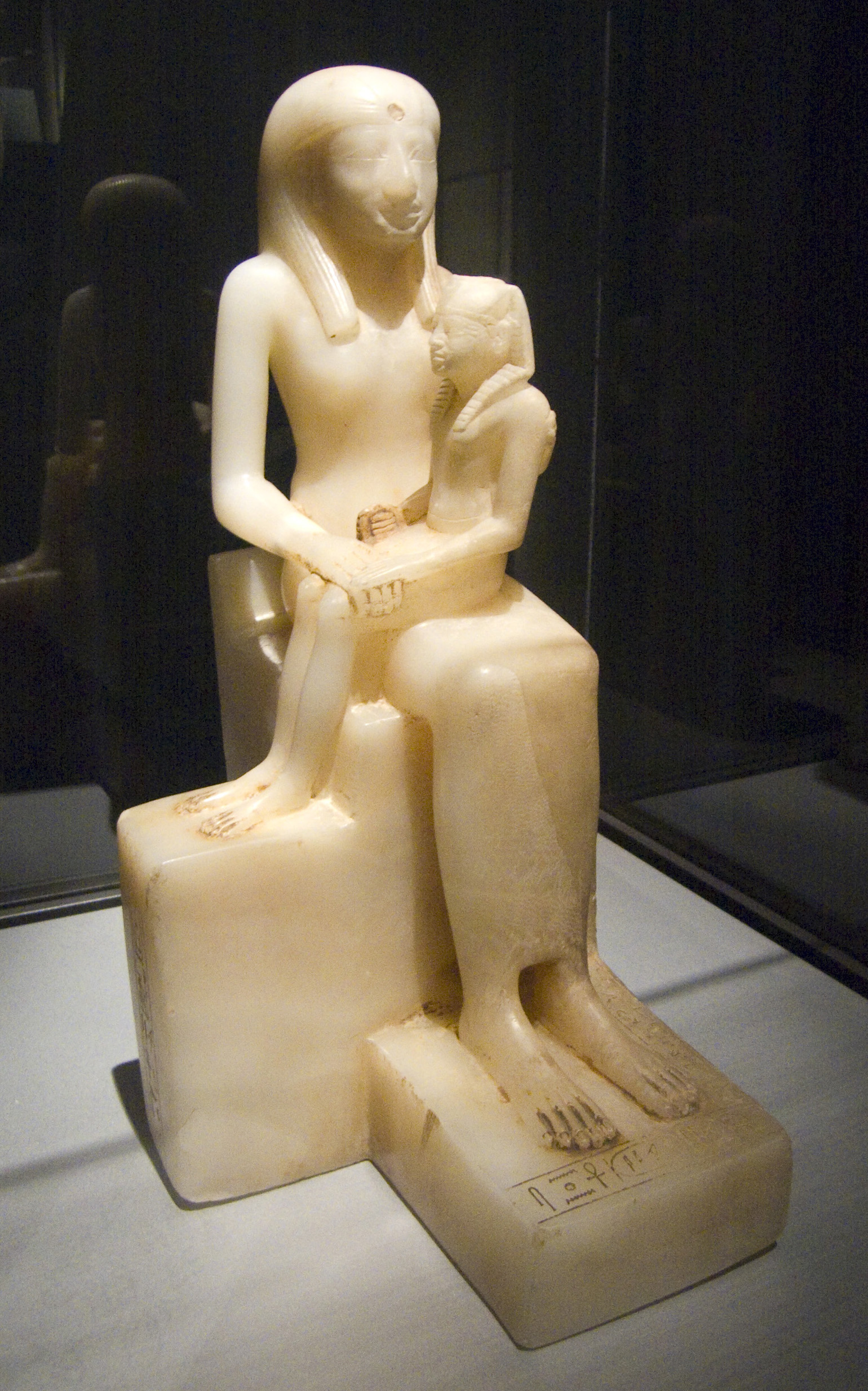
Statue en albâtre représentant Pépi II sur les genoux de sa mère Ânkhésenpépi II, Brooklyn Museum de New York.
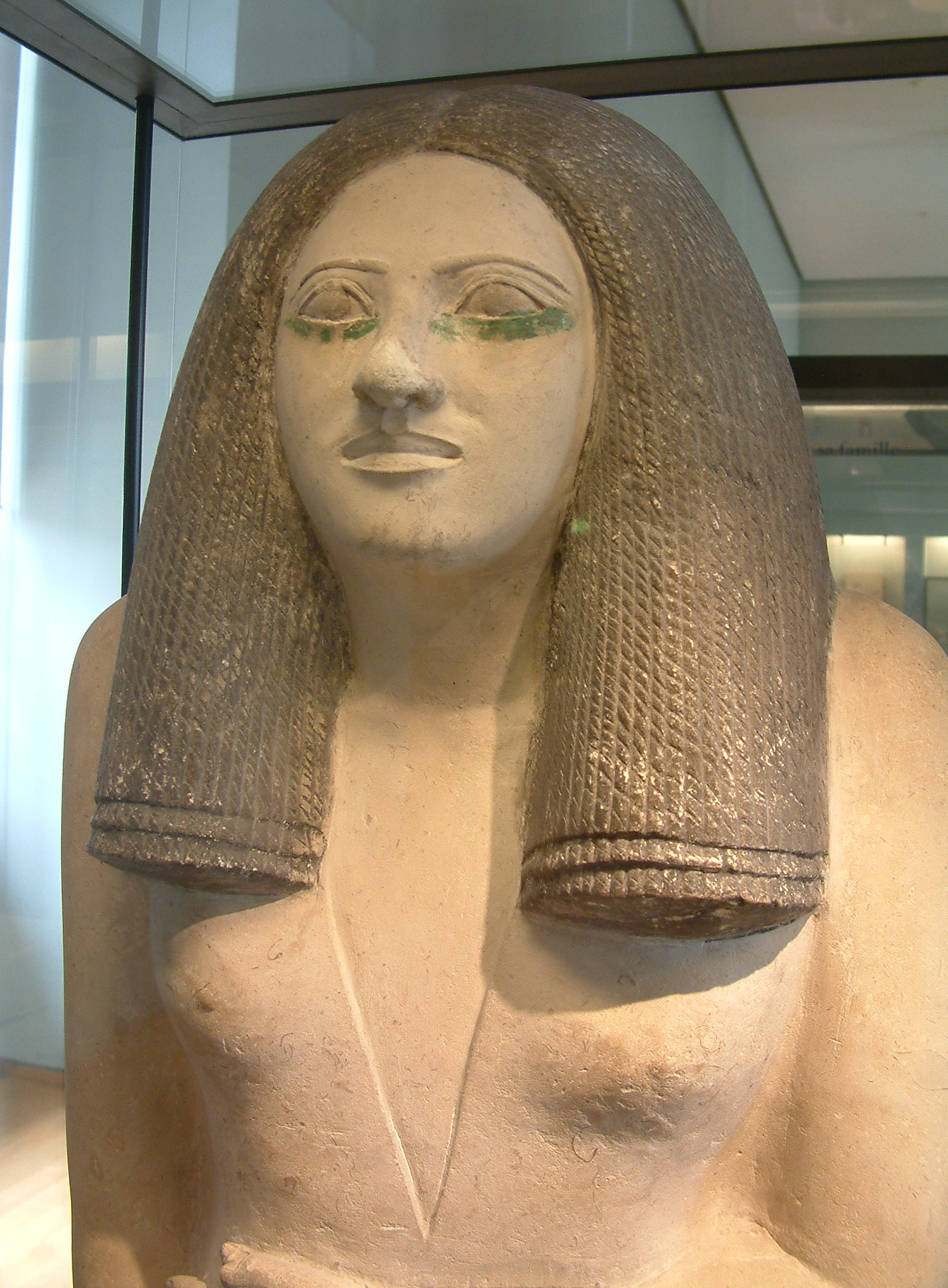
Statue de la dame Nésa, calcaire peint, Musée du Louvre.
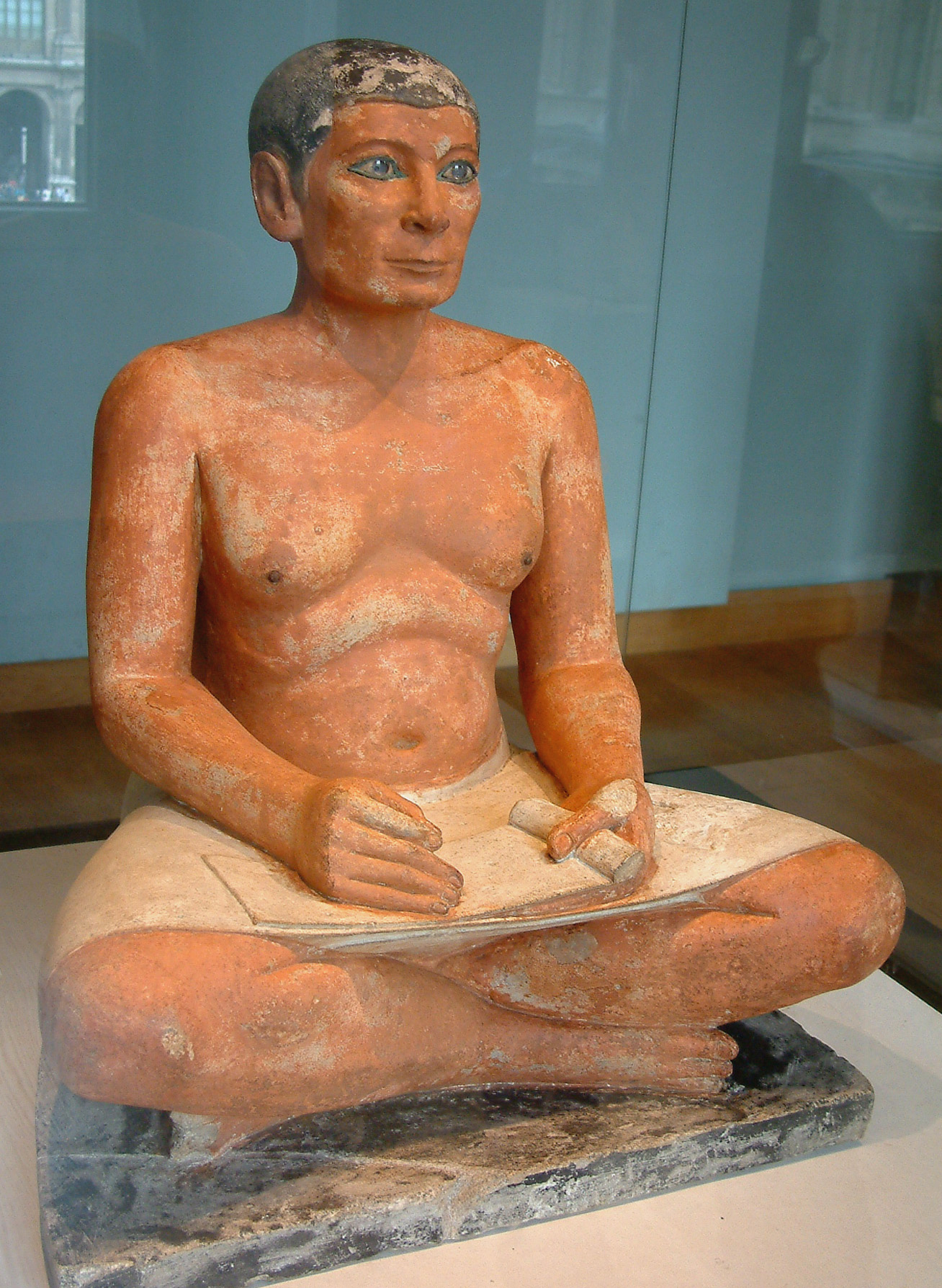
Le « scribe accroupi », statue en calcaire peint, Musée du Louvre.

## Écritures et lettres
Depuis la période prédynastique, les scribes égyptiens ont développé l'écriture hiéroglyphique pour leurs inscriptions monumentales sur pierre destinées à survivre pour l'éternité. Pour les textes administratifs sur papyri ou les inscriptions de gestion plus courtes sur jarres, pierres ou autre, ils utilisent une écriture cursive, le hiératique. Les deux fonctionnent sur un même principe, associant logogrammes et phonogrammes. Le langage de cette période est appelé « ancien égyptien », et caractérisé par les égyptologues à partir des Textes des pyramides et des inscriptions biographiques des mastabas des dignitaires. L'écriture des mots est peu normalisée : un même terme peut-être transcrit en hiéroglyphes de plus de façons différentes qu'aux périodes suivantes.
Les scribes écrivent avant tout des textes pratiques, essentiellement administratifs, des lettres et des textes juridiques ou réglementaires comme les décrets royaux. On ne connaît pas de textes littéraires considérés comme des « belles-lettres » de cette époque ; des écrits comme les Textes des pyramides ou certains textes funéraires peuvent être perçus comme une forme de prélude à la littérature plus tardive. Aux périodes suivantes, les érudits Égyptiens attribuent à des auteurs prestigieux de l'Ancien Empire des œuvres littéraires : les vizirs Kagemni et Ptahhotep sont considérés comme les auteurs de textes de sagesse, connus par le papyrus Prisse daté du Moyen Empire. Hordjédef aurait élaboré un texte de même genre, dont il ne reste que des fragments, tandis qu'Imhotep aurait rédigé un traité médical. Ces attributions ne sont pas vérifiables et semblent plutôt refléter le fait que l'Ancien Empire a été vu aux périodes postérieures comme un âge d'or où les sages étaient d'un haut niveau intellectuel,.

### Traductions
- (en) James P. Allen, The Ancient Egyptian Pyramid Texts, Atlanta, Society of Biblical Literature, coll. « Writings from the ancient world », 2005, 471 p. (ISBN 978-1-58983-182-7, lire en ligne)
- Claude Carrier, Textes des Pyramides de l'Égypte ancienne, 6 tomes, Paris, Cybèle, 2009-2010, 417 p. (ISBN 978-2-915840-10-0)
- Alessandro Roccati, La littérature historique sous l'Ancien Empire, Paris, Éditions du Cerf, coll. « Littératures anciennes du Proche-Orient », 1982, 319 p. (ISBN 2-204-01895-3)
- (en) Nigel C. Strudwick, Texts from the Pyramid Age, Atlanta, Society of Biblical Literature, coll. « Writings from the ancient world », 2005, 522 p. (ISBN 978-1-58983-138-4, lire en ligne)

### Ouvrages généraux sur l’Égypte antique
- (en) Kathryn A. Bard (dir.), Encyclopaedia of the Archaeology of Ancient Egypt, Londres et New York, Routledge, 1999, 968 p. (ISBN 0-203-98283-5).
- (en) Barry J. Kemp, Ancient Egypt : Anatomy of A Civilization, Londres et New York, Routledge, 2006, 437 p. (ISBN 0-415-23550-2, lire en ligne).
- Dominique Valbelle, Histoire de l'État pharaonique, Paris, PUF, coll. « Thémis Histoire », 1998, 450 p. (ISBN 2-13-049317-3).
- Pascal Vernus et Jean Yoyotte, Dictionnaire des pharaons, Paris, Perrin, coll. « Tempus », 2004, 347 p. (ISBN 2-262-02230-5).
- Christiane Ziegler et Jean-Luc Bovot, Art et archéologie : L’Égypte ancienne, Paris, RMN, coll. « Manuels de l'école du Louvre », 2001, 512 p. (ISBN 2-11-004914-6).
- Damien Agut et Juan Carlos Moreno-Garcia, L'Égypte des pharaons : De Narmer à Dioclétien, 3150 av. J.-C.-284 ap. J.-C., Paris, Belin, coll. « Mondes anciens », 2016, 847 p. (ISBN 978-2-7011-6491-5 et 2-7011-6491-5).
- Pierre Tallet, Frédéric Payraudeau, Chloé Ragazolli et Claire Somaglino, L’Égypte pharaonique : Histoire, société, culture, Paris, Armand Colin, 2019, 475 p. (ISBN 978-2-200-61753-0).

### Ouvrages et articles généraux sur la période
- (en) Michel Baud, « The Old Kingdom », dans Allan S. Lloyd (dir.), A Companion to Ancient Egypt, Malden et Oxford, Blackwell Publishing, coll. « Blackwell companions to the ancient world », 2010 (ISBN 9781405155984), p. 63-80
- Claire Lalouette, Au royaume d'Égypte : Le temps des rois-dieux, Paris, Fayard, 1991, 642 p. (ISBN 2-08-081328-5)
- (es) Juan Carlos Moreno Garcia, Egipto en el Imperio Antiguo (2650–2150 antes de Cristo), Barcelone, Edicions Bellaterra, 2004, 343 p. (ISBN 84-7290-258-7)
- Jean Vercoutter, L'Égypte et la vallée du Nil : tome 1 : Des origines à la fin de l'Ancien Empire, Paris, PUF, coll. « Nouvelle Clio », 1992, 382 p. (ISBN 2-13-044157-2)
- (en) Miroslav Verner, Jochem Kahl, Rainer Stadelmann et Hartwig Altenmüller, « Old Kingdom », dans Donald Bruce Redford (dir.), The Oxford Encyclopaedia of Ancient Egypt, vol. 2, Oxford et New York, Oxford University Press, 2001 (ISBN 0195102347), p. 585-605
- (en) Nigel Strudwick, « The Old Kingdom and First Intermediate Period », dans Ian Shaw et Elizabeth Bloxam (dir.), The Oxford Handbook of Egyptology, Oxford, Oxford University Press, 2020, p. 619-637
- (en) Miroslav Bárta, « Egypt’s Old Kingdom: A View from Within », dans Karen Radner, Nadine Moeller et Daniel T. Potts (dir.), The Oxford History of the Ancient Near East, Volume 1: From the Beginnings to Old Kingdom Egypt and the Dynasty of Akkad, New York, Oxford University Press, 2020, p. 316-396

### Autres études
- Jean-Pierre Adam et Christiane Ziegler, Les pyramides d’Égypte, Paris, Hachette Littératures, 1999, 213 p. (ISBN 2-01-235500-5)
- Dorothea Arnold, Krzysztof Grzymski et Christiane Ziegler (dir.), L'art égyptien au temps des pyramides, Paris, RMN, 1999 (ISBN 2-7118-3848-X)
- Sydney Hervé Aufrère et Jean-Claude Golvin, L’Égypte restituée, Tome 3 : Sites, temples et pyramides de Moyenne et Basse Égypte, Paris, Errances, 1997, 363 p. (ISBN 2-87772-148-5)
- Michel Baud, Djéser et la IIIe dynastie, Paris, Pygmalion, coll. « Les grands pharaons », 2002, 301 p. (ISBN 2-7028-8050-9)
- Annie Forgeau, « L'Égypte pharaonique, II. Les grandes réalisations de l'Ancien Empire », dans Bernard Holtzmann (dir.), L'Art de l'Antiquité, 2. l'Égypte et le Proche-Orient, Paris, Gallimard - Réunion des musées nationaux, coll. « Manuels d'histoire de l'art », 1997 (ISBN 2070743411), p. 34-57
- (en) Richard Jasnow, « Old Kingdom and First Intermediate Period », dans Raymond Westbrook (dir.), A History of Ancient Near Eastern Law, vol. 1, Leyde, Brill, coll. « Handbuch der Orientalistik », 2003 (ISBN 9004129952), p. 93-140
- (en) Mark Lehner, The Complete Pyramids, Londres, Thames & Hudson, 1997 (ISBN 0-500-05087-2)
- Christiane Ziegler (dir.), L'art de l'ancien empire égyptien : Actes du colloque organisé au Musée du Louvre par le Service culturel les 3 et 4 avril 1998, Paris, La Documentation française, coll. « Louvre Conférences et colloques », 1999 (ISBN 2-11-004264-8)